# Auguste Henri Jacob
Vous lisez un « bon article » labellisé en 2019.
Pour les articles homonymes, voir Jacob (homonymie).
Auguste-Henri Jacob, dit le zouave Jacob, né le 6 mars 1828 à Saint-Martin-des-Champs (Saône-et-Loire) et mort le 23 octobre 1913 à Paris, est un guérisseur français célèbre à Paris sous le Second Empire.
Troisième trombone à la musique du régiment de zouaves de la Garde impériale, Jacob se fait connaître du public en 1866, au camp de Châlons, où il accomplit ce qui passe pour de nombreuses guérisons par l'effet présumé de son fluide. Leur renouvellement à plus grande échelle l'année suivante, rue de la Roquette à Paris, le rend célèbre, et il est notamment caricaturé par André Gill. Cette gloire tourne court quelques semaines plus tard, quand deux maréchaux démentent les informations données par la presse sur une guérison alléguée.
Désormais, le Zouave, qui continue jusqu'à la fin de sa vie son activité de guérisseur, attire beaucoup moins l'attention des journaux, sinon à l'occasion de procès pour exercice illégal de la médecine qui font jurisprudence. Il meurt en 1913, laissant alors ouvertes les questions de savoir s'il était un charlatan éhonté ou faiseur de miracles et si ces guérisons étaient dues à autre chose que sa puissance de conviction. Selon plusieurs sources, sa méthode de guérison autoritaire préfigure celle des évangélistes. Plusieurs ouvrages ont paru sous son nom, sans qu'on sache s'il en est vraiment l'auteur. Après sa mort, sa tombe au cimetière de Gentilly fait l'objet d'une persistante dévotion.

## Formation

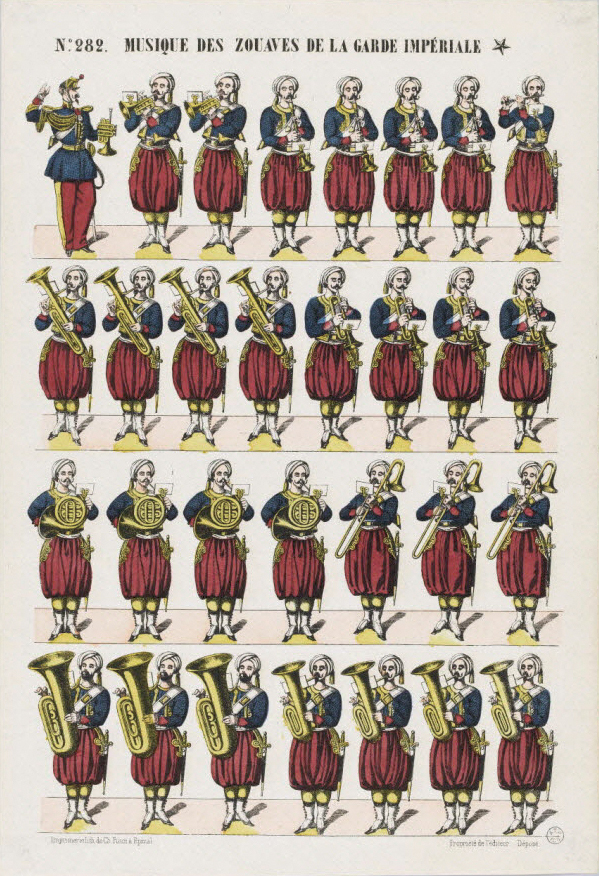
Musique des zouaves de la Garde impériale. Les instruments d'Adolphe Sax y ont été introduits par un décret de 1854.

Auguste-Henri Jacob naît à Saint-Martin-des-Champs, une localité ultérieurement intégrée à Saint-Jean-des-Vignes puis absorbée par la ville de Chalon-sur-Saône. Son père y exploite une fabrique de produits chimiques. Au décès de sa mère, son père, remarié, le confie à sa grand-mère. Son éducation scolaire se résume à une année d'études à l'école communale de Saint-Martin-des-Champs et ne dépasse pas, selon Auguste Henry, « la simple lecture et écriture ». Après avoir été commis marchand, il s'engage dans l'armée où il sert successivement dans le 7e hussards et le 18e de ligne. Versé ensuite dans le 1er chasseurs à cheval, il y apprend à jouer du trombone en quatre mois. Il termine provisoirement sa carrière militaire dans les 16e d'artillerie et 3e lanciers,.
En 1858, il quitte le service et travaille dans un cirque à Marseille où il exécute des tours de trapèze sous un ballon libre évoluant à 150 mètres du sol,. Après la mort accidentelle des deux acrobates avec lesquels il se produisait, il s'engage dans un cirque Soullié de Nîmes où il fait de la voltige équestre avec un singe qu'il a dressé,,,. Il se produit aussi dans des foires de province, à Oran et à Marseille, où il manie des poids de vingt-cinq kilos.
Il reprend du service dans la musique des zouaves de la Garde, où il est « 3e trombone »,, y jouant plus précisément du sax-horn baryton, un instrument inventé par Adolphe Sax,.

## Camp de Châlons
Le camp de Châlons est un camp militaire installé à partir de 1857 à Mourmelon, dont les manœuvres suscitent un grand intérêt de la part du public. Les zouaves de la garde, dont le campement est installé en face de la résidence impériale, y ont toujours un grand nombre de visiteurs, attirés par la nouveauté de « leurs figures bronzées, leurs grandes barbes, leur costume pittoresque ».
En 1866, tandis que son régiment de zouaves est stationné au camp de Châlons, Jacob commence sa carrière de « plus fameux guérisseur du dix-neuvième siècle ». Les premiers épisodes se déroulent durant l'été, mais leur nature varie selon les sources. Tantôt, il s'agit d'une petite fille qu'il guérit ; tantôt, c'est un malade du choléra à qui Jacob met la main sur l'estomac et qui se rétablit après des « réactions terribles » et des « soubresauts dans son lit » ; tantôt encore, il guérit « à l'ambulance » plusieurs de ses camarades malades, soit par le simple contact de sa main, soit du seul fait de sa présence.
Interrogé par un un officier du camp qui lui demande s'il croit sérieusement avoir guéri de véritables maladies, Jacob répond : « Ce n'est pas mon affaire de savoir s'ils étaient véritablement souffrants et si je les ai véritablement guéris. »
Le 1er août, un article de L'Écho de l'Aisne annonce la convergence de « nombreux convois de malades » vers le camp de Châlons et ajoute : « chose incroyable, un bon nombre en reviennent guéris ». Le 4 août, le même journal évoque « une véritable armée de malades » arrivant quotidiennement au camp et met ses lecteurs en garde : c'est aux seuls malades du « système nerveux » qu'il convient « d'aller voir et d'espérer ». L'Éclaireur de Coulommiers évalue à 20 000 le nombre de ces personnes « des plus crédules » qui se seraient ainsi rendues au camp de Châlons pour être guéries par le Zouave. L'autorité militaire intervient pour leur interdire de pénétrer dans le camp sans une permission spéciale, un planton étant attaché à la personne du zouave Jacob,, pour le « protéger contre les clients » selon ce dernier.

Jacob ouvre alors une sorte de cabinet de consultation dans un hôtel de Mourmelon où il peut traiter par séance jusqu'à dix-huit personnes à la fois, puis dans un hôtel plus grand, où ces groupes peuvent être portés à vingt-cinq ou trente. Boivinet rapporte : 

« Certaines personnes veulent parler : « Silence ! dit-il ; ceux qui parlent, je les … mets à la porte ! » Au bout de dix à quinze minutes de silence et d'immobilité générale, il s'adresse à quelques malades, les interroge rarement, mais leur dit ce qu'ils éprouvent. Puis, se promenant le long de la grande table autour de laquelle sont assis les malades, il parle à tous, mais sans ordre ; il les touche, mais sans gestes rappelant ceux des magnétiseurs. »

Le même Boivinet estime à 4 000 le nombre de malades reçus par le Zouave, en réduisant d'un tiers les estimations fournies par ce dernier, dont « un quart a été guéri et les trois quarts soulagés », puis se corrige : « sur 4 000, un quart n'a pas éprouvé de résultats, et […] sur le reste, soit 3 000, un quart a été guéri et les trois quarts soulagés ».
Le maréchal Regnaud de Saint-Jean d'Angély, commandant du camp, met fin le 7 août aux séances de Jacob, avec interdiction pour le public de l'approcher,. Boivinet en donne pour explication le fait que « le mot Spiritisme [a] été prononcé », sans d'ailleurs que l'on sache par qui, et Jules Chancel (en 1897), l'intervention de l'aumônier et de médecins.
| - Zouaves au camp de Châlons en 1866, photographie de Louis Joseph Gemmi Prévot. - Malades et ambulance au camp de Châlons en 1866. - Mourmelon, le village voisin du camp de Châlons, était en 1866 équipé d'hôtels pour accueillir les visiteurs. |

### Un fluide de nature controversée

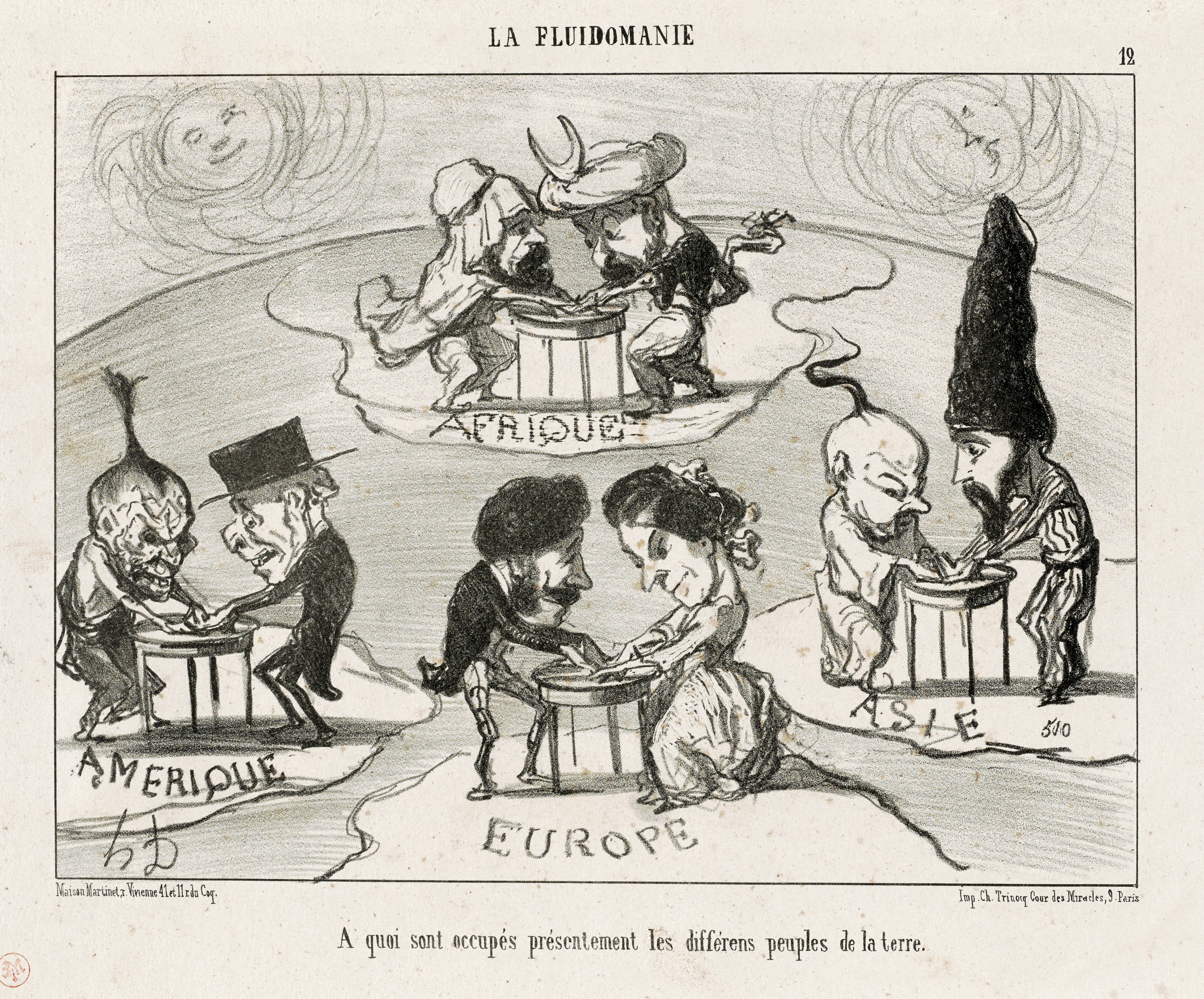
Caricature d'Honoré Daumier sur la fluidomanie (1853).

La période dans laquelle surviennent les évènements du camp de Châlons est « fluidomaniaque », selon le titre donné par Honoré Daumier à une série de caricatures publiée en 1853, et les contemporains du Zouave sont disposés à attribuer ses guérisons spectaculaires à « une loi de nature inconnue, s'exerçant à travers un individu doué d'une puissance magnétique intense », mais plusieurs paradigmes sont en concurrence pour appréhender la situation : d'un côté ceux des mesméristes, répartis en plusieurs courants, et de l'autre celui des spirites, dont la vogue ne cesse de croître. Comme le relève le journal Le Magnétiseur, chaque parti réclame Jacob comme l'un des siens : 

« Les spiritualistes, je ne dis pas les spirites, reconnaissent en lui un voyant […], les spirites le regardent comme un médium sui generis ; pour les fluidistes, il est doué de la propriété curative par excellence ; sa voix, son regard, sa volonté sont tout puissants. »

#### Explications mesméristes

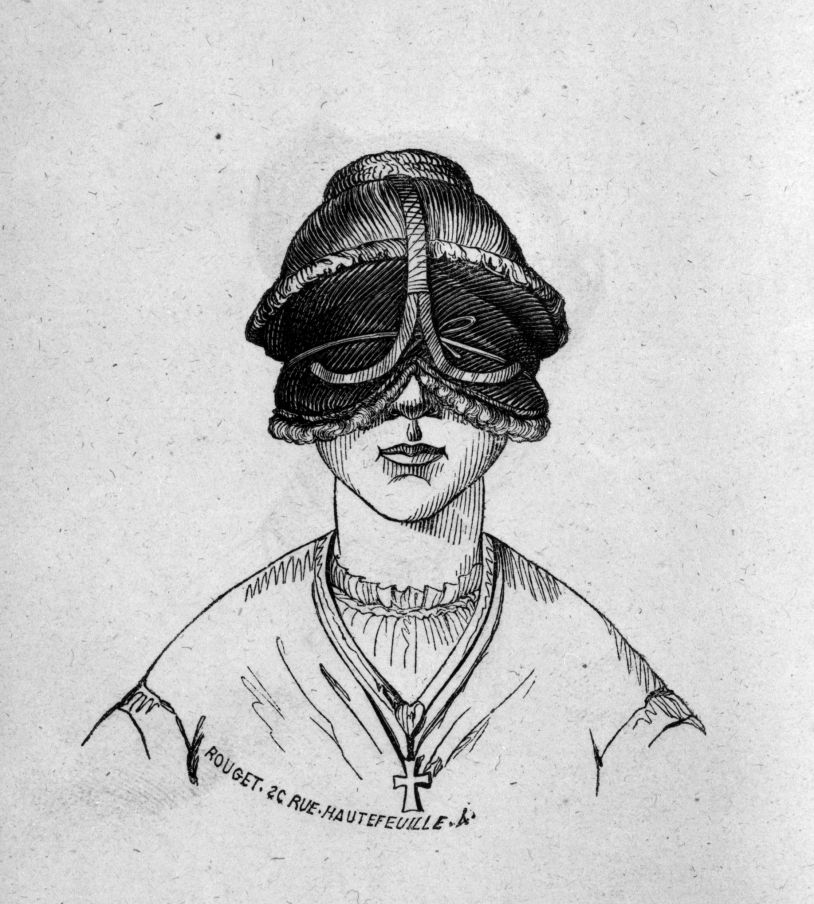
Léonide Pigeaire en 1838, les yeux bandés, démontrant la vision somnambulique.

Les succès de Jacob sont d'abord revendiqués comme ceux d'un magnétiseur par les mesméristes. Mesmer — dans lequel Jacob voit un « martyr » qui a cherché à « convaincre le monde des savants, surtout les médecins, ses collègues » — considérait que l'homme était relié à l'ensemble du monde extraterrestre par des flux et des reflux de champs fluidiques, que la répartition harmonieuse de ces fluides était garante de la santé, et cherchait à corriger les perturbations de cette dernière par le magnétisme. La tâche du magnétiseur, telle que la conçoit Mesmer, est de rétablir l'harmonie des flux en « magnétisant » le patient à l’aide de « passes ». Amand Marie Jacques de Chastenet de Puységur, disciple de Mesmer, s'appuie pour ces traitements sur ce qu'il appelle le « somnambulisme magnétique », une notion qui préfigure celle d'hypnose,, sans toutefois être complètement identique à cette dernière. Après lui, des magnétiseurs mettent des « somnambules » en état d'hypnose pour susciter leur clairvoyance, décrire, expliquer et soigner des maladies telles que les rhumatismes, les maux d'estomac, les insomnies et les aménorrhées. Ces mesméristes, dont l'influence persiste à l'époque des évènements du camp de Châlons, Louis Figuier notant même que le magnétisme est « le principal exercice de la vie militaire », se fondent sur les résultats des cures somnambuliques, se considèrent comme des scientifiques et se méfient de la vogue des tables tournantes et des théories échafaudées par les spiritualistes américains pour expliquer les phénomènes suscités par les sœurs Fox ou par le voyant Daniel Dunglas Home.
Le mesmérisme est, en 1866, divisé en plusieurs courants, :
- les mesméristes stricto sensu qui mettent l'accent sur une explication physicaliste, c'est-à-dire sur le fluide en tant que vecteur matériel du magnétisme et s'intéressent aux applications médicales de l'électricité ;
- les psychofluidistes qui considèrent la volonté comme l'agent de l'action magnétique mais gardent l'hypothèse d'un fluide comme vecteur de cette volonté ;
- les spiritualistes, dont certains expliquent l'action du magnétiseur non par un fluide matériel mais par l'effet de la volonté et de la prière, et d'autres par l'entrée en contact des somnambules avec des entités angéliques ;
- les imaginationnistes, pour qui ni la volonté du magnétiseur, ni un quelconque fluide n'interviennent. Pour eux, le magnétisme ne fait que libérer des puissances internes au sujet, les puissances de l'imagination[43].

#### Explication kardéciste

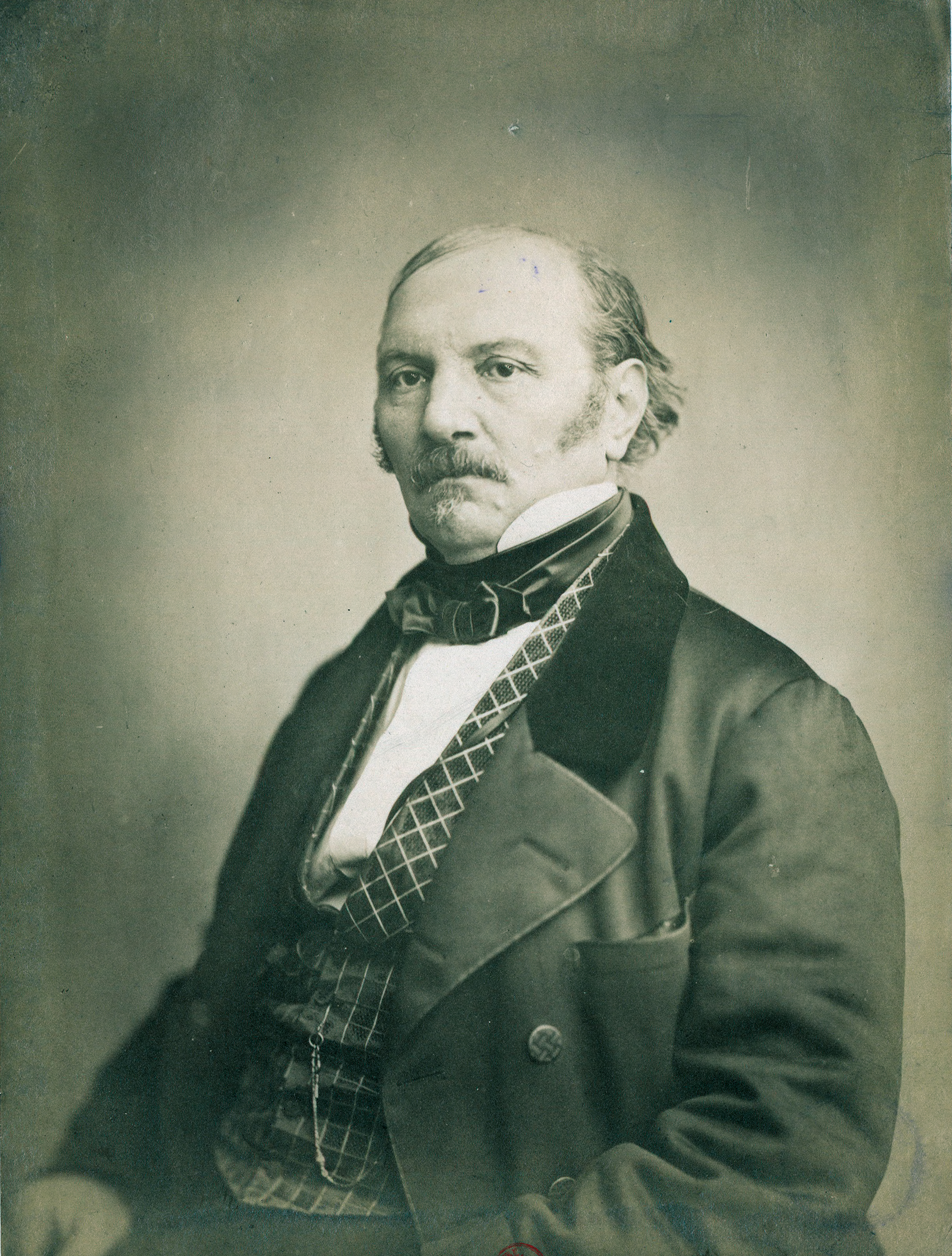
Allan Kardec.

Si Jacob ne semble pas rejeter le magnétisme, déclarant ne pas savoir s'il faut attribuer sa propre « puissance magnétique » au spiritisme ou au magnétisme, il fait état de son « initiation à la science spirite »,. Il précise en 1897 au journaliste Jules Chancel avoir assisté « par hasard » à une séance de spiritisme et avoir compris à cette occasion « qu'il y avait des esprits et que l'on pouvait se servir d'eux pour différents usages ». Les adeptes du spiritisme sont à l'époque nombreux en France, évalués — selon des sources proches des spirites — entre 400 000 et deux millions, sans que l'on puisse facilement distinguer entre le « spiritisme de conviction » et le « spiritisme de récréation »,, certains auteurs allant jusqu'à parler d'un « spiritisme latent » de la société tout entière, dans un contexte de desserrement des liens entre l'Église et l'État. La pratique en est notamment répandue dans l'armée, en particulier au 3e lanciers dans lequel Jacob a servi avant de devenir zouave. La « médiumnité guérissante » se développe en France à partir de 1865, dans un contexte de relative tolérance des autorités médicales à l'égard de l'exercice illégal de la médecine. Selon Kardec, elle « échappe complètement » à cette loi puisqu'elle ne « prescrit aucun traitement ». Au demeurant, relève Guillaume Cuchet, certains médecins, tout en se méfiant du magnétisme animal, se montrent plus favorables au spiritisme « parce qu'il n'affich[e] pas de prétentions thérapeutiques, du moins pas avant 1866 et le succès du Zouave Jacob ». Après les guérisons du camp de Châlons, Kardec, qui considère que le spiritisme repose sur une méthode scientifique partant de faits pour en tirer des lois, affirmera que « la médiumnité guérissante ne vient point supplanter la médecine et les médecins ; elle vient simplement prouver à ces derniers qu'il y a des choses qu'ils ne savent pas et les inviter à les étudier »,.

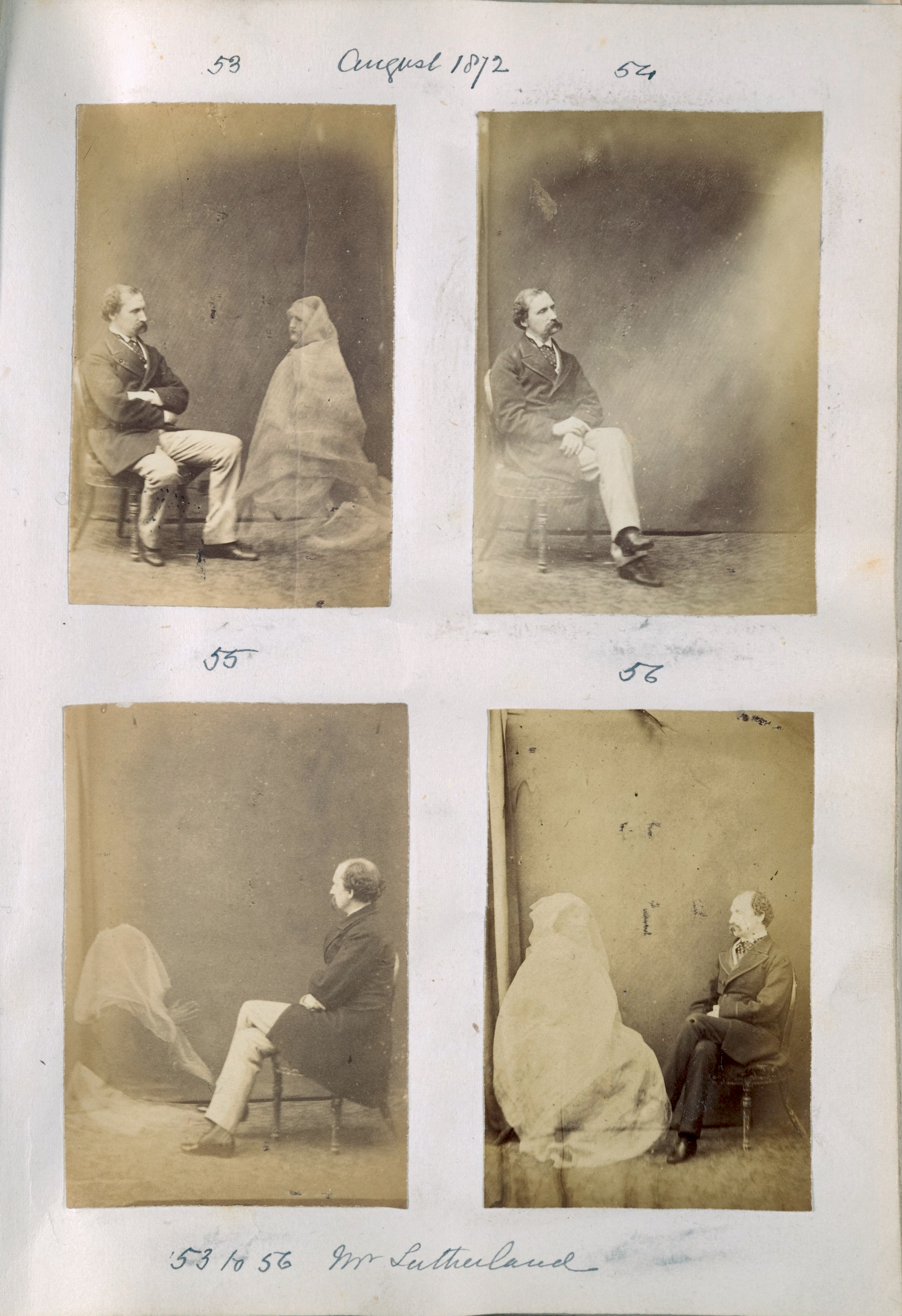
Séances spirites photographiées par Frederick Hudson à Londres en 1872.

Maurice Lachâtre se souvient d'avoir côtoyé le Zouave en 1865 à la Société spirite de Paris et garde le souvenir d'un « adepte fervent du spiritisme et médium écrivain », obtenant des « communications médiumniques » d'une « supériorité assez remarquable ». Il exécute aussi « de beaux dessins de fleurs et de fruits étranges, dont il dit qu'ils proviennent de la planète Vénus »,,. Allan Kardec affirme en 1866 connaître Jacob « depuis longtemps comme médium écrivain et propagateur zélé du Spiritisme », ajoutant qu'il a fait « quelques essais partiels de médiumnité guérissante » avant son séjour au camp de Châlons.

Pour Kardec, le guérisseur n'est pas seulement un somnambule, mais un médium accessible à l'influence des esprits, eux-mêmes identifiés aux âmes des morts, et « plus ou moins doué de la faculté de recevoir et de transmettre leurs communications ». Il est l'instrument d'une intelligence étrangère, les prescriptions thérapeutiques des somnambules spirites étant en fait dictées par des esprits médecins, tels les « esprits au fluide blanc » auxquels se réfèrera fréquemment Jacob,,. Kardec développe le concept de périsprit (peri spiritus) pour désigner « une enveloppe matérielle fluidique » qui entoure l'âme immatérielle et grâce à laquelle les médiums peuvent voir les esprits et communiquer avec eux. Selon lui, il faut distinguer entre le magnétiseur « qui guérit avec son propre fluide » et le médium guérisseur « qui agit avec les fluides des bons Esprits », le premier étant « toujours imprégné des impuretés de l'incarné ». Le modèle explicatif de Kardec incorpore certains éléments du magnétisme dans un système plus vaste : 

« Dans les faits concernant M. Jacob, il n'a pour ainsi dire pas été fait mention du Spiritisme, tandis que toute l'attention s'est concentrée sur le magnétisme […]. Peu importe que les faits soient expliqués avec ou sans l'intervention d'Esprits étrangers ; le magnétisme et le Spiritisme se donnent la main ; ce sont deux parties d'un même tout, deux branches d'une même science qui se complètent et s'expliquent l'une par l'autre. »

Au demeurant, comme le relève Guillaume Cuchet, la « médiumnité guérissante » du zouave Jacob n'est pas unique : en 1867, à Bordeaux, le menuisier Simonet, se revendiquant spirite et surnommé « le sorcier de Caudéran », accomplit des centaines de guérisons,.

## La rue de la Roquette

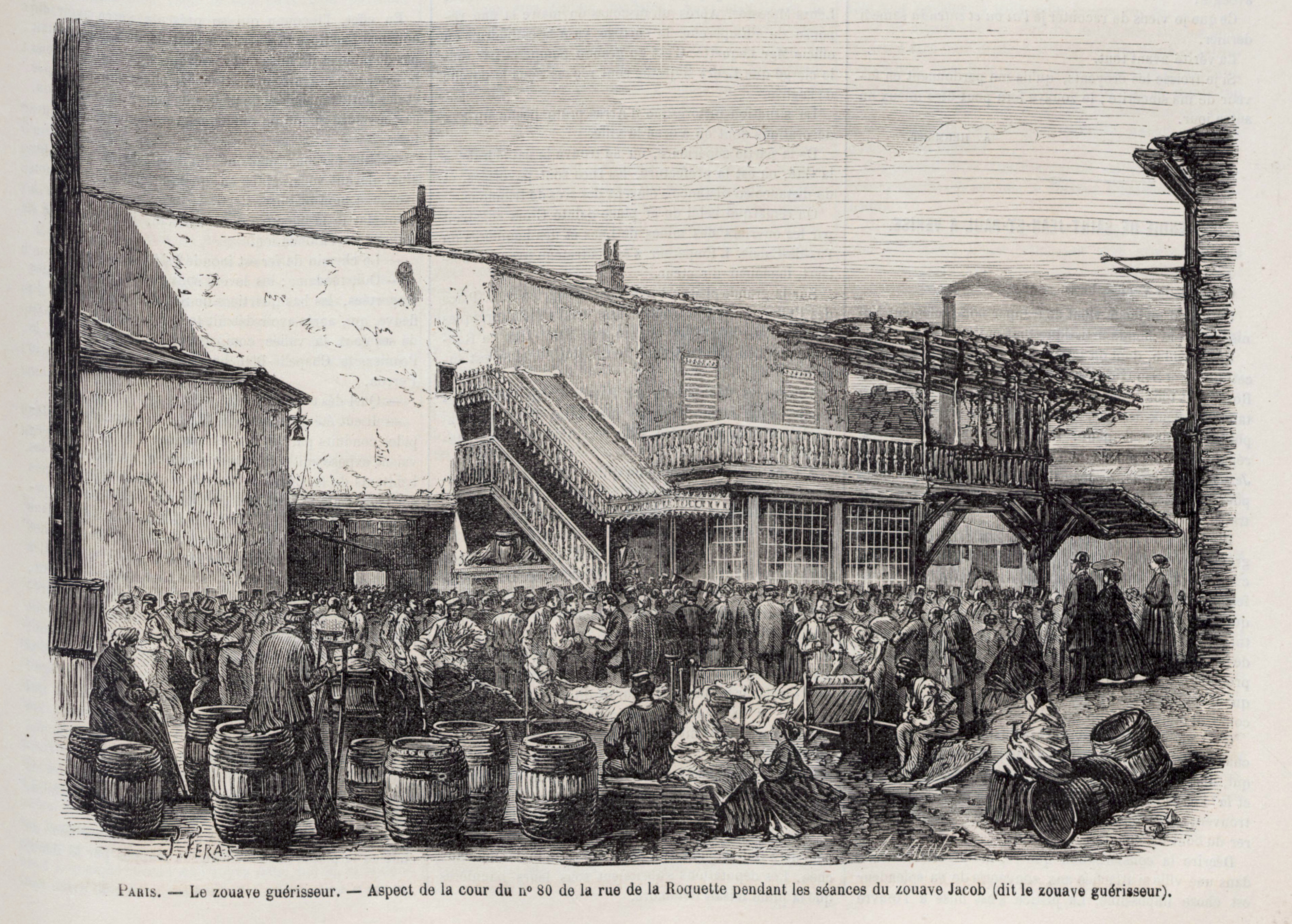
La cour du 80, rue de la Roquette, durant les séances du zouave Jacob en 1867.

Lorsqu'en octobre 1866 son régiment est affecté à la garnison des Versailles, Jacob continue à exercer ses talents de guérisseur à une échelle réduite, « seulement pour quelques personnes » que lui adressent des amis ou des malades qu'il a guéris. Au printemps 1867, il accepte, pour recevoir des patients parisiens, l'offre d'une chambre que lui fait un industriel nommé Dufayet au faubourg Saint-Antoine. Située au 80, rue de la Roquette, elle se trouve au fond d'une longue cour entourée de bâtiments à usage industriel,. Son colonel l'ayant dispensé de « presque tout son service », Jacob divise ses séances entre Versailles et Paris, recevant les patients de Versailles et des environs de midi à deux heures dans une pièce d'un café situé face à la caserne ; puis il prend le train pour Paris, la société de chemin de fer lui ayant donné un permis de circulation gratuite, et se rend rue de la Roquette où il reprend ses séances de trois heures à six heures.

### Les «miracles» du Zouave

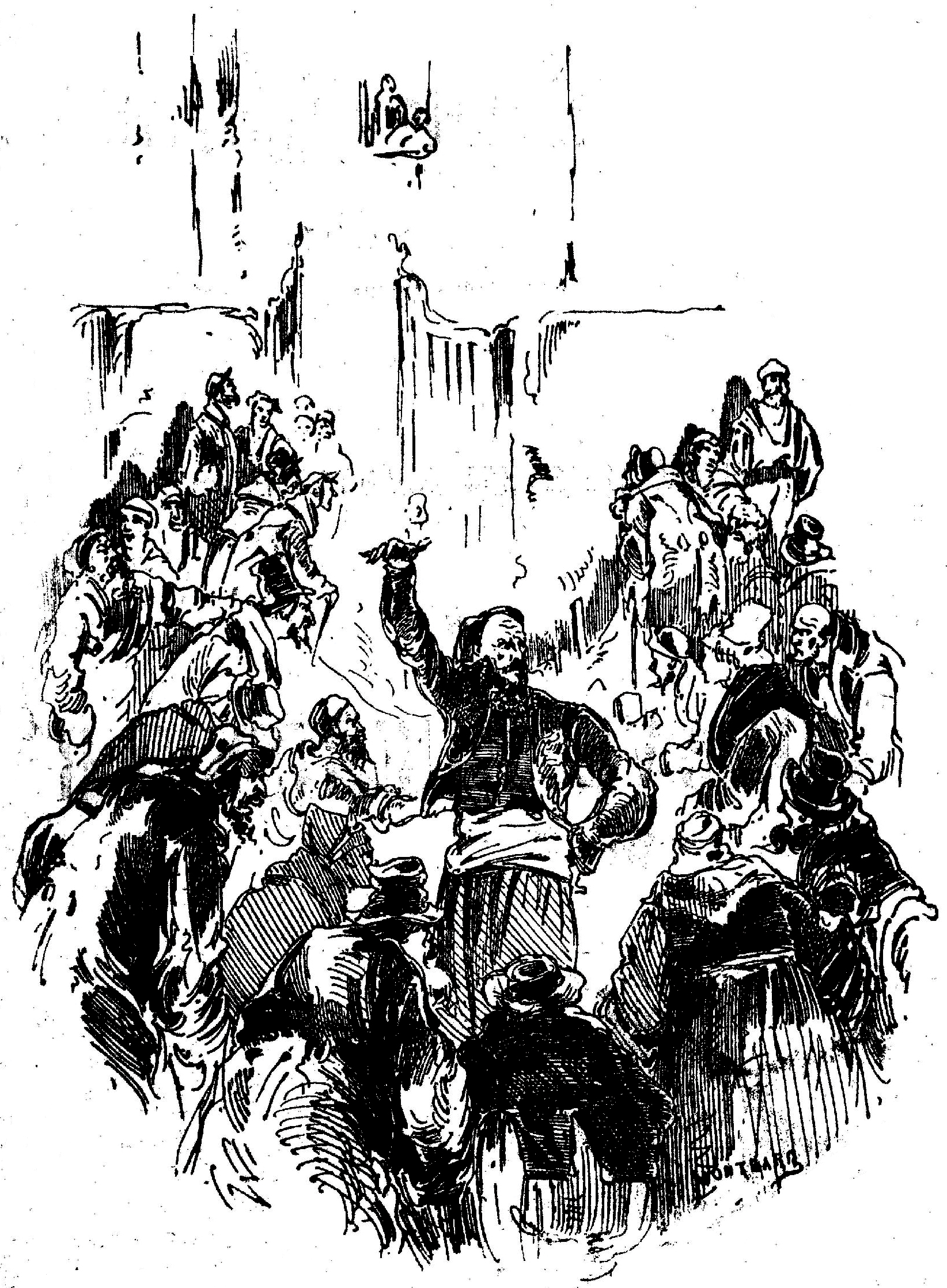
Gravure hagiographique de 1867 représentant Jacob debout, le bras étendu en un geste dominateur, déversant à profusion son fluide bienfaisant sur la foule des malheureux infirmes prosternés à ses pieds.

Durant le mois d'août 1867, le bruit se répand dans Paris, amplifié par la presse, des « miracles », accomplis par le « zouave de la rue de la Roquette », qui aurait guéri le prince impérial, et que l'on présume souvent être juif,,,,,. Jean-Jacques Lefrère et Patrick Berche imputent cette dernière supposition à un parallèle « évidemment fait » avec la thaumaturgie christique,, bien que ces guérisons soient plutôt rapprochées par les contemporains, parfois sur le mode ironique, de celles — mariales — de La Salette et de Lourdes, auxquelles il « fait concurrence »,. Le journaliste Eugène Woestyn souligne que Jacob « porte la médaille de Crimée avec le cran de Sébastopol », qu'il est « très intelligent », qu'il a « beaucoup d'esprit », « qu'il a lu Gall et Lavater et possède l'anthropologie » ; mais il se demande si l'on veut faire du Zouave « un nouveau messie » et s'il faut « mettre sur le compte de la Vierge, ou de toute autre sainte, les miracles que ce troupier accomplit si simplement ». Anthony North Peat, correspondant de presse britannique, explique à ses lecteurs : 

« La France est une nation catholique et ne peut se passer de miracles. Sa foi pourrait s'éteindre s'il n'y avait les vierges pleureuses et les zouaves guérisseurs. »

 Le dénombrement quotidien des guérisons varie selon les journaux, de « cent personnes environ » à « douze à quinze cents », la foule de ceux qui attendent dans la cour étant beaucoup plus importante.

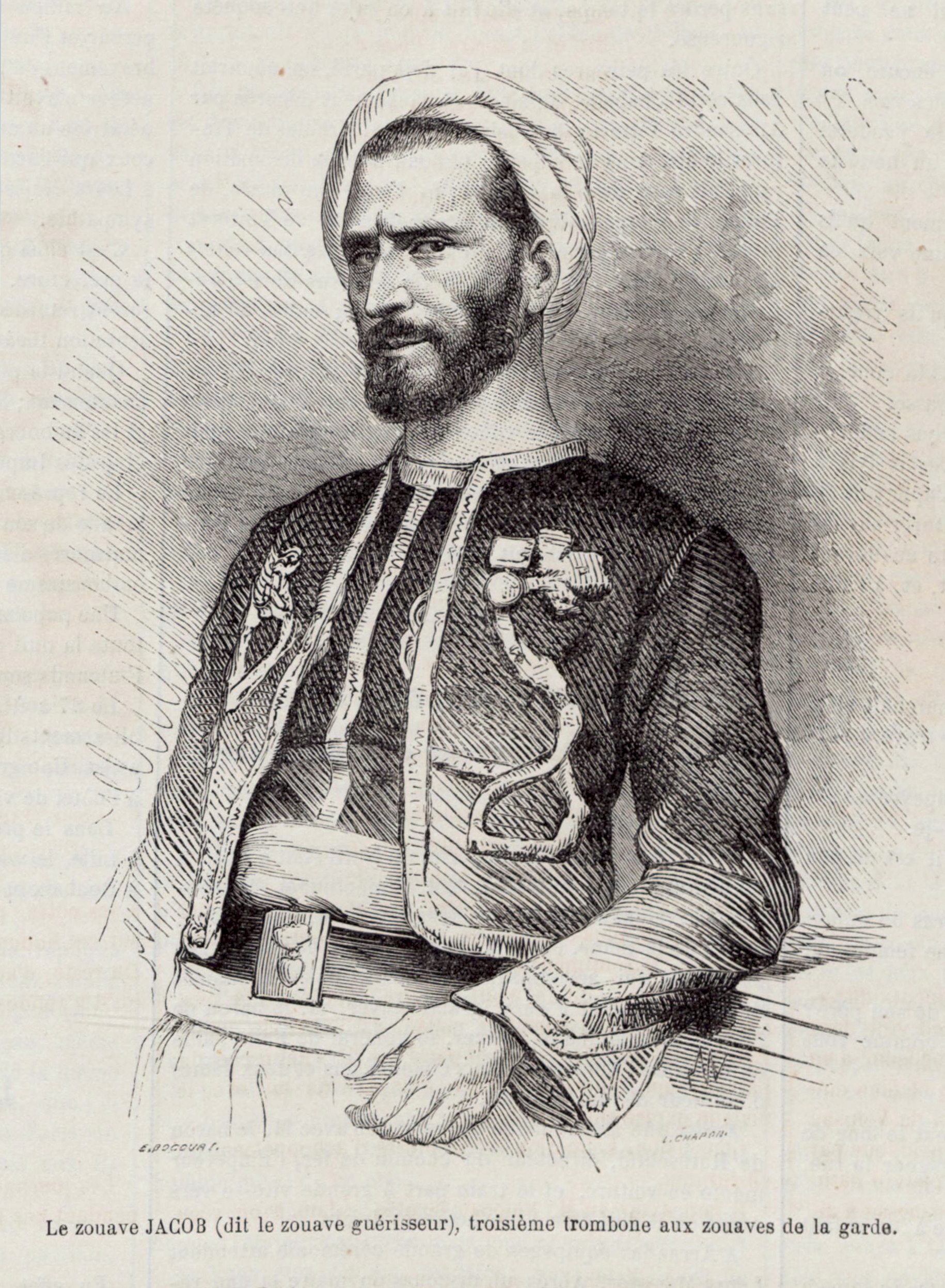
Portrait d'après une photo-carte publié dans Le Monde illustré.

Le correspondant parisien du Birmingham Journal donne ce qui passe pour le récit de témoin oculaire des séances de la rue de la Roquette et qui sera largement repris dans la presse britannique et américaine. Le Zouave est, avant le traitement, « pris dans une rêverie », tel « un somnambule avant d'entrer complètement en transe », les béquilles confinées dans un coin de la pièce et les patients assis en rang. Il marche ensuite devant les patients, sans passes ni contact physique, disant à chacun « la maladie dont il ou elle souffrait et la cause originelle de la maladie », puis les assistants repartent, pleins de reconnaissance, sans leurs béquilles devenues inutiles. Les termes de la description sont très proches de ceux de Boivinet au camp de Châlons, y compris la mention de la brusquerie, sans « aucune prétention au caractère sacré d'un prophète ou d'un voyant inspiré », il tape violemment le sol du pied et met fin à la séance en termes « militaires » : « piétez moi le camp ! »

Selon North Peat, « les médecins sont pris au dépourvu, mais les faits ne sont pas démentis », ce qu'Allan Kardec se plaît à souligner : 

« L'impression du premier moment a été celle de la stupeur […] la plupart des articles n'étaient point faits sur le ton de la raillerie ; ils exprimaient le doute, l'incertitude sur la réalité de faits aussi étranges, mais en penchant plutôt vers l'affirmation que vers la négation. »

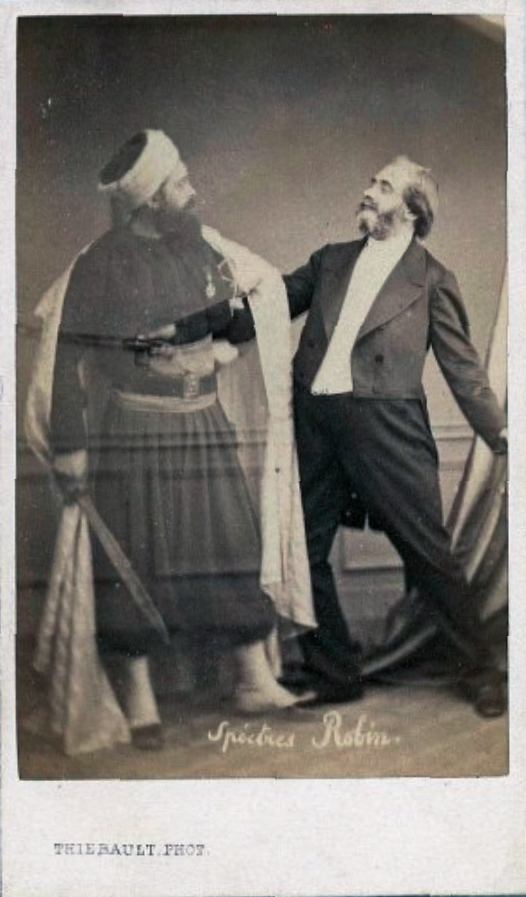
Le magicien Henri Robin avait exposé en 1865 la supercherie des frères Davenport.

Plus nuancé, Louis Veuillot note que, dans un premier temps, ceux qui « niaient obstinément » n'étaient « point écoutés ». Pourtant, certains commentaires relativisent les « miracles » du Zouave et mettent l'accent sur les facteurs psychologiques. Le journaliste scientifique Wilfrid de Fonvielle — qui surnomme le Zouave « Jacob-Davenport », par référence aux frères Davenport, reçus aux Tuileries avant d'être convaincus de fraude en 1865,, et qui conçoit « les doutes les plus sérieux sur la réalité du pouvoir » de Jacob — souligne « l'atmosphère superstitieuse » qui règne autour du Zouave. Il note que « jusqu'ici jamais les hommes sérieux, et pouvant se livrer à un examen scrupuleux des phénomènes qui se produisent chez cet illuminé » n'ont pu assister à ses séances et ajoute, sur le mode ironique, avoir « la douleur d'annoncer » qu'il n'a lui-même été témoin de « rien de merveilleux ». Le Constitutionnel, de son côté, donne l'exemple d'un curé souffrant d'une paralysie du nerf optique, qui se dit d'abord guéri par Jacob, puis se ravise à la sortie : il ne va « pas du tout mieux », mais n'a pas voulu « avoir l'air plus bête que les autres ». L'aliéniste Prosper Despine souligne, sur le mode imaginationiste, le rôle des patients dans ces traitements : « Le zouave Jacob paraît avoir obtenu quelques résultats remarquables chez des individus qui avaient une confiance entière en son pouvoir guérisseur, et dont les maladies étaient dues à des lésions des fonctions du système nerveux, mais non organiques,,. » Un correspondant disant avoir assisté aux séances de la rue de la Roquette exprime dans l'hebdomadaire médical The Lancet l'avis que Jacob « ne peut rien faire du tout pour les paralytiques dont les membres sont morts ». Selon lui, le traitement du Zouave se limite à encourager vigoureusement « les patients pour lesquels l'influx nerveux commence à revenir dans les membres […] qui s'aventurent à se tenir debout et à marcher ». Le prétendu « miracle du Zouave » se limite, selon lui, à « ce progrès insignifiant, qui, en fait, était déjà latent chez le patient et que la forte volonté de Jacob rend plus visible ».

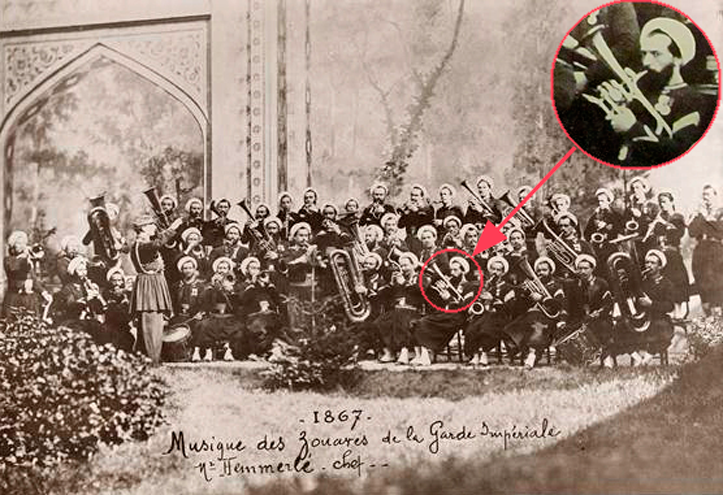
Jacob dans la musique des zouaves de la Garde impériale en 1867.

Dans un contexte de rivalité constante entre praticiens officiels et empiriques,, L'Union médicale, organe de la Société médicale des hôpitaux de Paris, exprime l'indignation de certains médecins devant ce qu'ils estiment être du charlatanisme : quand bien même le zouave emploierait « adroitement quelques moyens thérapeutiques qui, par hasard et de temps à autre, peuvent produire de bons résultats », il y a « exercice illégal de la médecine, et la loi ne peut être plus longtemps et aussi impunément violée ».

Parallèlement, les relations du Zouave avec sa hiérarchie se tendent. Le 4 août, selon Émile Massard, le chef de musique des zouaves de la garde adresse à son colonel un rapport où il se plaint que Jacob « se croit inattaquable », qu'il prétend que « personne n'a le droit de le toucher » et que, « si on le mettait en prison, il en sortirait par une volonté surnaturelle », ayant été « envoyé sur la terre pour soulager l'humanité souffrante ». Pour le chef de musique, Jacob a, tout au contraire, pour but de se faire mettre en prison, afin que « les spirites et quelques imbéciles » le considèrent comme un « martyr de l'humanité ». Il conclut : 

« Je ne demande pas, contre le musicien Jacob, les rigueurs des lois militaires ; mais  […] je crois le musicien Jacob de très mauvaise foi, et que tout ce qu'il a fait jusqu'à présent n'est que du charlatanisme, ! »

| - Paul Bernay (1867). - Bertall (1867). - Bertall (1867). - Bertall (1867). - Bertall (1867). - Cham (1867). - Cham (1867). - Cham (1867). - Cham (1867) - Cham (1867). - Cham (1867). - Cham (1867). - Cham (1867). - Cham (1867). - Cham (1867). - Cham (1868). - Cham (1868). - Honoré Daumier (1867). - Fusino (1867). - Gédéon (1867). - André Gill (1867). - Carlo Gripp (1867). - Carlo Gripp (1867). - Henri Meyer (1867). |

### Le démenti des maréchaux
| |  |  |
| Les maréchaux Forey (à gauche) et de Canrobert (à droite), photographiés respectivement par Disdéri et Lejeune. |  |  |

Fin août 1867 survient un incident qui porte atteinte au crédit du Zouave. Selon le récit qu'en fait Amédée Rolland dans La Petite Presse du 24 août, le maréchal Forey, devenu hémiplégique, fait demander au Zouave de venir le soigner dans sa maison de Bourg-la-Reine. Jacob répond aux aides de camp du maréchal : « Je ne me dérange pas, on vient me consulter, mais il ne m'est pas permis d'aller guérir au dehors. Il y aurait là une infraction à la loi sur la médecine, pour laquelle je pourrais être inquiété. » Selon la presse, le maréchal de Canrobert, informé du refus, déclare : « Je vais vous l'amener, moi, et avant deux heures. » Jacob est amené à Bourg-la-Reine et le maréchal Forey, descendu dans une civière et laissé seul dans le jardin avec le Zouave. Une heure plus tard, on voit le maréchal marcher dans le jardin, en s'appuyant « d'une main sur l'épaule de son compagnon », puis « s'arrêter tout à coup et serrer dans ses bras la tête de Jacob », et enfin « jeter sa canne en l'air ».

Le 29 août, La Petite Presse publie une mise au point d'un aide de camp du maréchal Forey, qualifiant le récit précédemment publié « d'historiette très gaie et très amusante », présentée à tort comme le récit d'un fait réel. Ce démenti produit sur le public un effet « plus funeste que toutes les dénégations des médecins ». Il précise que « le maréchal marche déjà depuis trois mois, [mais] appuyé d'un côté sur une canne, et de l'autre faiblement soutenu à l'épaule par un domestique » et donne le récit suivant : 

« Sans autre préambule que le salut d'usage dans l'armée, le zouave dégagea le maréchal, malgré sa résistance première, d'abord de son domestique, dont il prit la place et les fonctions de soutien, puis de sa canne, et contraignit alors le malade à faire usage, pour se soutenir, de toutes les forces dont sont susceptibles ses membres affaiblis. »

Pire encore, quelques jours plus tard, Le Figaro publie une lettre d'un aide de camp du maréchal de Canrobert selon laquelle ce dernier « n'a jamais vu ni entendu le zouave Jacob, et […] n'a jamais eu à s'occuper de ce militaire, qui n'est pas sous ses ordres ».

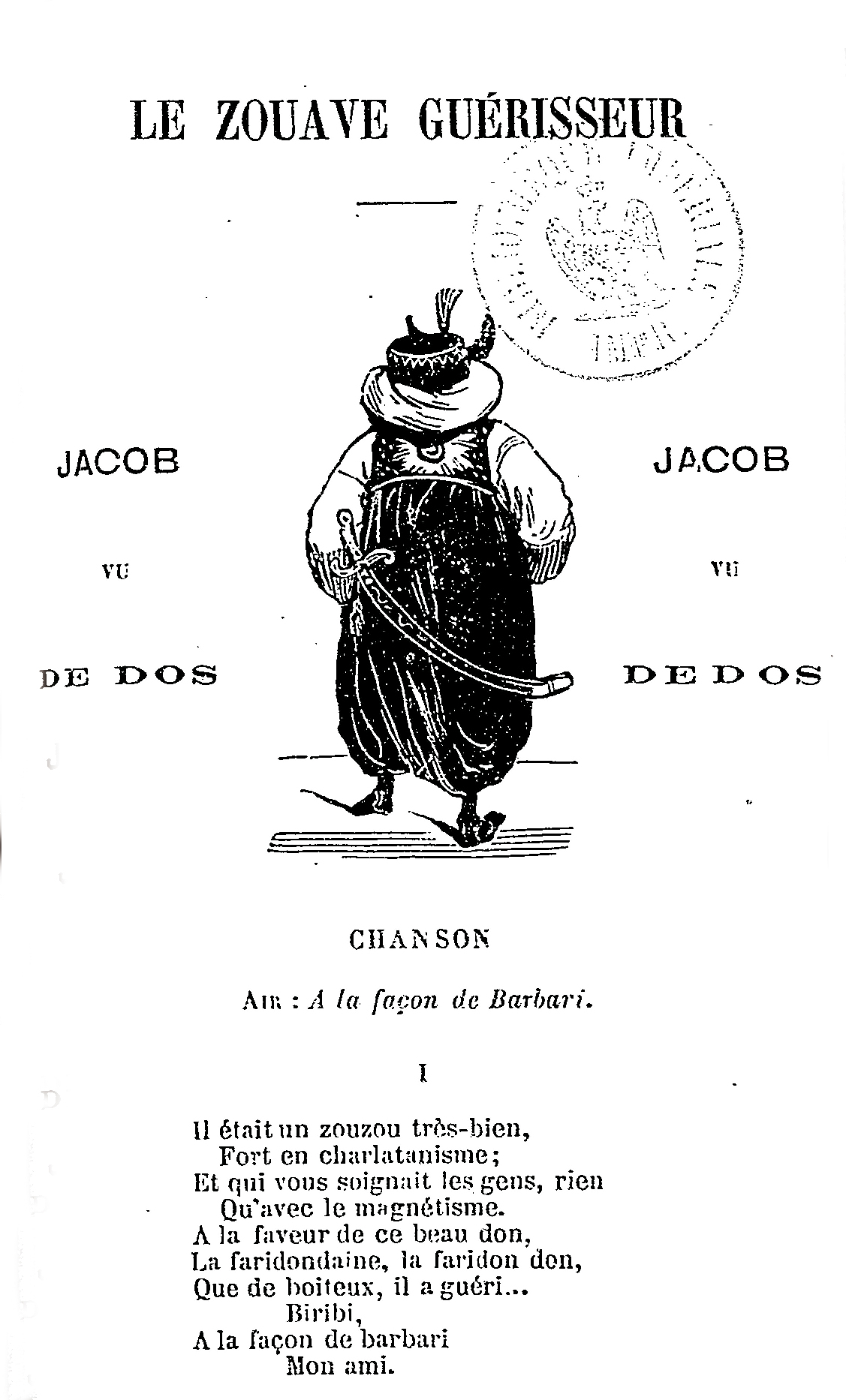
Premier couplet d'une chanson satirique publiée en septembre 1867 par Le Tintamarre, dont les rédacteurs se sont toujours moqué des miracles de Jacob.

L'effet de ces publications est immédiat. Anthony North Peat commente : « Je ne saurais dire si [Jacob] croit encore en lui-même, mais Paris a cessé de croire en lui. » Au début du mois de septembre, les consultations de la rue de la Roquette sont suspendues sur ordre, sans qu'on sache clairement s'il s'agit d'un remède à l'encombrement de la rue de la Roquette, d'une interdiction d'exercer, d'une demande des commerçants de la rue de la Roquette ou de l'effet d'une réclamation du corps médical. Dans une lettre qu'il fait adresser à un journal britannique, Jacob indique que la suspension est due « aux difficultés que lui ont faites ses supérieurs, qui n'apprécient pas la publicité dont jouit un simple soldat » et « à la police, qui s'oppose aux encombrements de la rue » qu'il suscite. Le 10 septembre, Le Petit Journal annonce qu'il « subit une légère peine de police pour avoir un soir manqué à l'appel », mais qu'il va « retourner à la rue de la Roquette, ou ailleurs, s'il n'y a pas d'empêchement ».
Le Zouave devient le sujet de vaudevilles : Le Trombone guérisseur de Marot et Buguet, créé le 15 septembre au théâtre Lafayette ; Le Zouzou guérisseur de Savard et Aubert, le 28 septembre aux Folies-Saint-Antoine ; Le Zouave de la rue de la Roquette de Dechaume, le même jour au théâtre Saint-Pierre ; et Le Zouave guérisseur de Flor et Woestyn, le 15 octobre au théâtre Déjazet, qui rencontre un grand succès,,. De son côté, Jacob diffuse « une sorte de circulaire » précisant — selon l'Illustrated Times de Londres — qu'il n'a pas appris la médecine dans les livres, qu'il n'aime pas la musique, qu'il est un adepte du spiritisme et qu'il est indifférent à l'opinion de la presse.

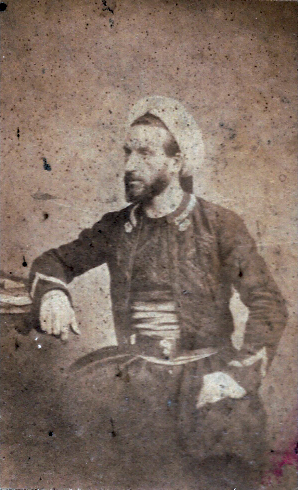
Photo-carte du zouave Jacob en costume militaire vendue au prix d'un franc aux patients.

En juillet 1868, Jacob quitte l'armée et s'installe dans une petite maison, au no 10 de la rue Decamps à Passy, accompagné de son père qui lui sert « de portier, d'assistant et de caissier » et d'une cousine qui vend aux patients dans la cour « au prix de un franc pièce deux photos de Jacob, l'une qui le représente en costume militaire et l'autre en habit bourgeois ». Le Zouave, en effet, ne se fait pas payer,, mais « exige qu'on achète sa photo avant d'entrer dans son cabinet ». Outre les « miracles », il délivre à la soixantaine de personnes qui le consultent quotidiennement des conseils d'hygiène qualifiés par la revue médicale belge Le Scalpel de « tout-à-fait extra-scientifiques », par exemple la défense de l'usage du chocolat qu'il estime, selon cette publication, être « un mélange de viande desséchée et de farine ». Un spirite anglais, qui visite Jacob rue Decamps à l'époque, le décrit comme « le plus intraitable et désagréable des individus, avec une sorte de vanité qui fait obstacle à son travail », ajoutant qu'il y a « chez lui en de nombreuses occasions une sorte de rudesse inutile et un manque de courtoisie qui sont grandement à regretter » ; mais un autre lecteur du même journal spirite londonien lui répond le mois suivant qu'il estime, lui, que Jacob n'est « jamais rude », qu'il est au contraire « souvent tendre » avec ses clients et rapporte qu'il se dit aidé, durant ces séances, par « vingt à trente esprits agissant sur les invalides ». Pourtant, le journaliste Félix Fabart, relatant en 1885 ses souvenirs de l'époque et dont René Guénon souligne qu'il est « entièrement favorable au spiritisme », va jusqu'à considérer que « les cures du fameux zouave n'étaient que des pseudo-guérisons, et ses clients retrouvaient invariablement, en rentrant chez eux, toutes les infirmités dont il les avait débarrassés chez lui, avec une en plus : le découragement ». Il donne l'exemple d'un paralytique, apporté à dos d'homme, qui se met à marcher tout seul, juste le temps de quitter la chambre de Jacob, et repart comme il est venu, puis ajoute : 

« Le secret de son influence sur les malades résidait, non dans l'assistance des esprits, comme il le prétendait, mais dans l'éducation déplorable dont il faisait montre. Il épouvantait ses clients par des regards furibonds, auxquels il adjoignait, à l'occasion, des épithètes salées […] Il était dompteur, peut-être, mais non pas thaumaturge. »

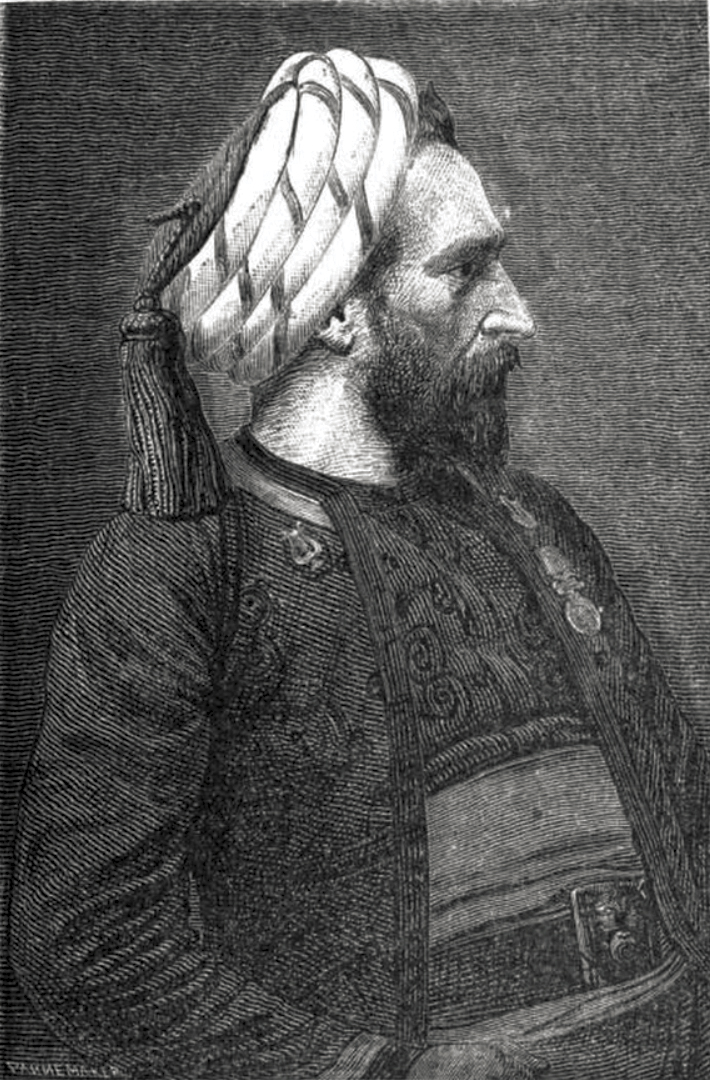
Portrait ornant les Pensées du zouave (1868) et qui, selon lui, ne ressemblait pas du tout au vrai zouave Jacob.

Outre la vente de photographies, les recettes de Jacob comportent également celle de ses ouvrages. En 1868, il publie Les Pensées du zouave, L'Hygiène naturelle par le zouave Jacob ou L'art de conserver sa santé et de se guérir soi-même et Charlatanisme de la médecine, son ignorance et ses dangers, dévoilés par le zouave Jacob, appuyés par les assertions des célébrités médicales et scientifiques. Le premier de ces ouvrages, Les Pensées du zouave, est, selon Allan Kardec, principalement constitué d'une série de 217 lettres qui sont des « communications obtenues par M. Jacob, comme médium écrivain, dans différents groupes ou réunions spirites ». Publié par Jean-Baptiste-Étienne Repos, il fait l'objet d'un litige entre Jacob et son éditeur. Après un échec commercial, Jacob accuse Repos d'avoir donné à son œuvre des « coups de ciseaux intempestifs ». Repos avait fait modifier le texte (qui, selon Le Tintamarre n'en demeure pas moins « inepte »), ayant constaté que, dans le manuscrit, « l'orthographe et la syntaxe n'avaient guère été respectées […], qu'en maints endroits, il y avait des choses absolument inintelligibles ou […] des insanités telles qu'il était impossible de le publier » ; selon l'auteur, le texte aurait été mutilé, des professions de foi catholique ajoutées, ainsi qu'une préface et un portrait non ressemblant, ce qui expliquait l'insuccès de l'ouvrage, vendu à moins de 150 exemplaires,. Bien que l'éditeur ait produit une autorisation du père de Jacob, il est condamné à payer à l'auteur 4 000 francs pour inexécution du contrat et dommages-intérêts.

## Le Zouave à Londres
En septembre 1870, Jacob fuit le siège de Paris, s'estimant « chassé par la guerre et la révolution »,, et part à Londres, accompagné d'un certain Robby, spirite. Une réunion d'accueil est organisée le 15 septembre à la Progressive Library and Spiritual Institution,, lieu de rencontre spirite, et plusieurs revues spirites se font l'écho de son arrivée,,. Charles Maurice Davies (en), clergyman et journaliste au Daily Star, enquêtant sur le phénomène religieux à Londres, lui rend visite au 20, Sussex Place, à Kensington. Il rapporte que Jacob ne parle pas un mot d'anglais et reçoit très peu de patients, à l'inverse des consultations parisiennes,. Il relève une contradiction entre l'affirmation plusieurs fois répétée que Jacob ne prend pas d'argent pour ses « séances », se contentant du produit de la vente de ses livres, et les termes de l'annonce publiée par The Medium and Daybreak, selon laquelle « les frais varient selon la situation dans la société — les frais les plus bas s'appliquent aux séances générales et les plus élevés aux séances privées »,. Davies note que, selon Jacob, « l'influence soignante » ou « fluide » n'émane pas de lui-même, mais des esprits qui entourent le patient et dont l'assistance éthérée est assurée par sa présence. Il reste peu convaincu par sa propre expérience : 

« Il me dit d'abord que mon orteil gauche était froid, affirmation que je fus obligé de contredire. Je ne pus non plus convenir avec M. Jacob que j'éprouvais des picotements dans les genoux. Je fus ensuite informé que j'avais une faiblesse dans le dos. Je répondis que je n'en avais pas connaissance. »

Jacob, dans un entretien accordé en 1909 au Petit Parisien, fait de son séjour à Londres une évocation plus flatteuse. Selon lui, la presse lui « fit un succès colossal », il fut introduit « dans l'aristocratique société anglaise » et convié à donner des concerts au « succès considérable », après avoir interprété, en guise d'échantillon de son talent, avec « virtuosité » et « un trombone en ut », la cavatine du Barbier de Séville à l'organisateur des « soirées musicales à la cour ».

## Le temps des procès

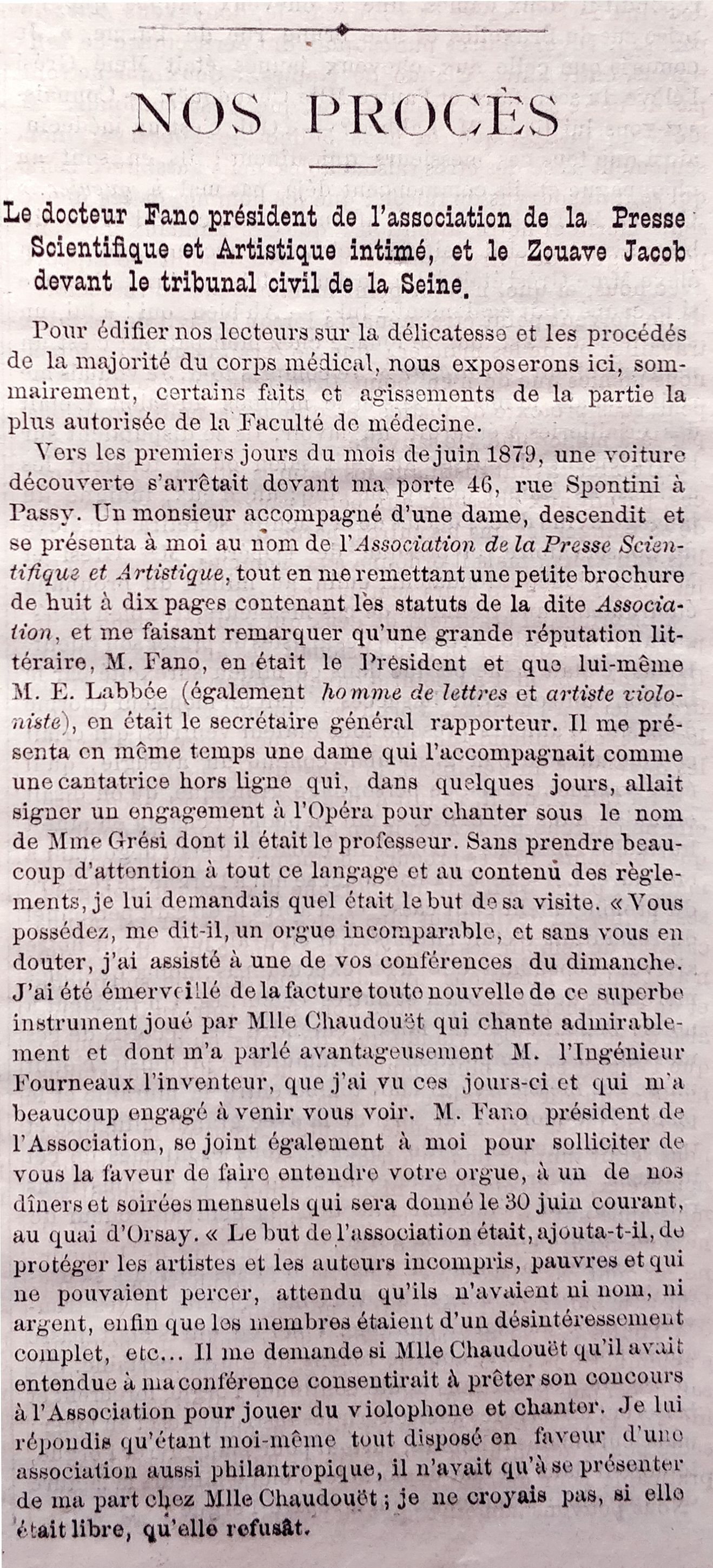
Première page d'un article publié sous la signature du Zouave dans le périodique L'Anti-Miracle, dont il est le rédacteur en chef.

En 1871, Jacob est donné pour avoir été « fusillé le 28 novembre [1870] comme traître et espion »,,,. Fausse alerte : il s'agit d'un homonyme. En 1873, après avoir rapporté que la trace du Zouave semblait « définitivement perdue », le Figaro indique avoir retrouvé cette dernière rue Ramponeau dans le quartier de Belleville, où le Zouave a repris ses consultations sur un train modeste, en joignant « à sa profession de thaumaturge celle de chapelier »,. Il déménage ensuite quai d'Auteuil,, puis rue Spontini, où il organise, devant une assistance de 150 à 200 personnes, des conférences sur les méfaits de la médecine, entrecoupées de morceaux de musique, qu'il interprète au trombone, accompagné d'un piano et des concerts « en l'honneur des philosophes martyrs du progrès ». Jacob possède d'ailleurs, outre « des trombones de tous les genres, de toutes les formes, de toutes les grandeurs […] trombones à coulisse, à pistons, avec de petits et de grands pavillons, une vraie collection, unique en son genre », un piano et un orgue-violiphone (une variante d'harmonium inventée en 1879 par le facteur Jean-Louis-Napoléon Fourneaux) qu'il prête à ses dépens à l'Association de la presse scientifique et artistique en 1879,,.
La presse se souvient de Jacob en 1880, quand il se retrouve au centre d'une affaire de séparation entre une épouse, à laquelle il aurait communiqué une « névrose cataleptique » et qui le considère « comme son sauveur, son Dieu » en s'agenouillant tous les soirs devant sa photo, et un époux qui serait resté rebelle « à son enseignement » et « aux choses surnaturelles »,,. Mais, comme le notent plusieurs journaux, « l'astre » du Zouave s'est éteint et le silence s'est fait autour de lui,. Dans un article publié par Le Figaro en juillet 1883, Roger de Beauvoir estime en revanche que Jacob n'est « pas si disparu que cela », que son étoile a certes « quelque peu pâli », mais qu'il n'en continue pas moins à exercer ses dons et à traiter une cinquantaine de patients par jour, avenue de Saint-Ouen, sans autre rémunération que le produit de la vente de son portrait photographique, « qui, paraît-il, contient un peu de la puissance magnétique du modèle et doit certainement posséder une vertu curative ». Un mois plus tard, un article de La Presse avance que c'est plutôt deux cents patients que reçoit chaque jour le Zouave. Ce n'est toutefois qu'à l'occasion de ses procès pour exercice illégal de la médecine que la presse va véritablement s'intéresser de nouveau à lui.

### Un nouveau paradigme

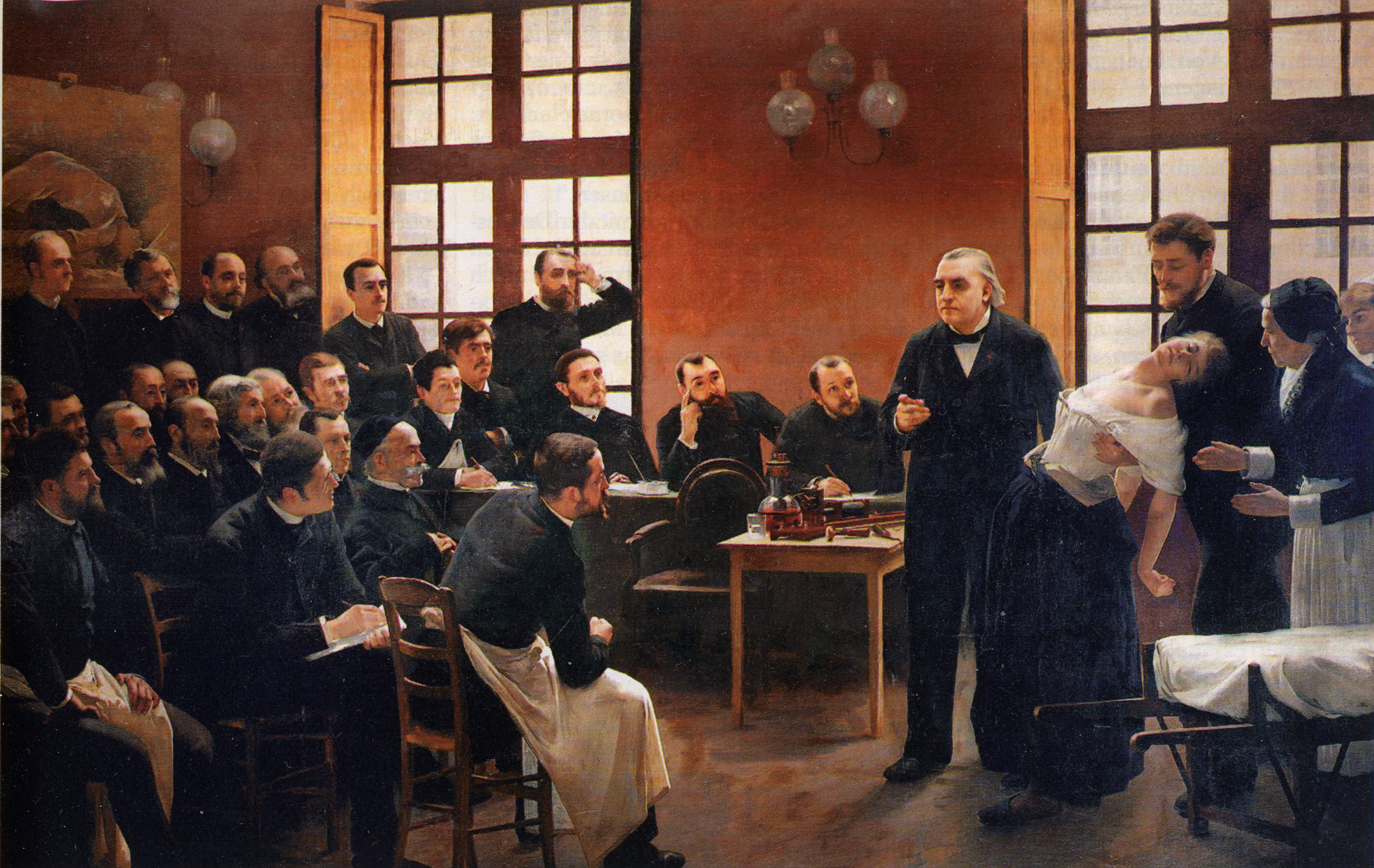
Une leçon clinique à la Salpêtrière, tableau d'André Brouillet (1887).

À partir de 1875, la « grande époque » du spiritisme est révolue, après le décès de Kardec en 1869, l'avènement de l'ordre moral en 1873 et le procès pour escroquerie du photographe Buguet en 1875. Dans un ouvrage de 1882, le docteur Pauc relève le caractère étonnant de « l'abdication totale et volontaire de la raison » qu'a représenté quinze ans plus tôt la « vogue inouïe » du Zouave auprès des « classes dites éclairées ». Dans le même temps, un nouveau modèle explicatif est en cours de développement, à partir du concept scientifique d'hypnose. Le milieu médical, au premier rang duquel le professeur Charcot à l'hôpital de la Salpêtrière, s'intéresse particulièrement au phénomène de l'hystérie. Ces développements se font dans le cadre d'une rupture affichée, que Bertrand Méheust considère comme une réappropriation des conceptions des mesméristes, qui s'appuie sur les travaux de Braid sur l'hypnose. Remplaçant la notion de somnambulisme des mesméristes par celle d'hypnotisme, Charcot réduit le magnétisme à un phénomène pathologique : l'hypnotisme de personnes hystériques. Pour lui, les somnambules dits magnétiques sont hystériques et il démontre expérimentalement leur sensibilité à la suggestion.

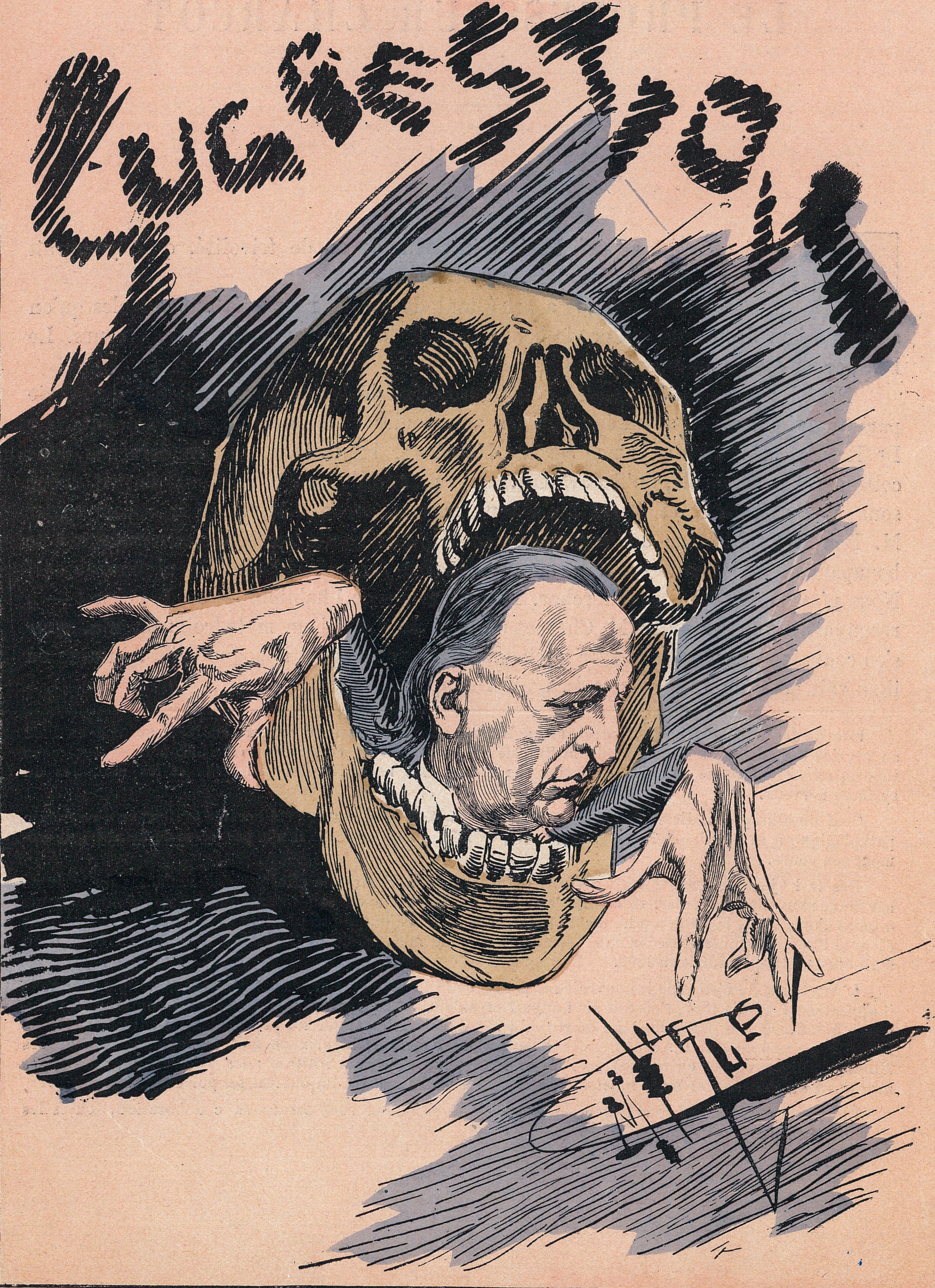
Caricature de Charcot par Luque (1890).

Dans le cadre de ce nouveau paradigme, il s'intéresse en particulier à des paralysies comme celles que guérit Jacob, dont il se plaît à relever dans une de ses leçons qu'il n'est parvenu qu'à endormir une de ses patientes qui s'était aventurée chez lui et que cette dernière, à la suite de sa quatrième séance chez le Zouave, « eut une grande crise de nerfs pendant laquelle se manifestèrent, pour la première fois, des bâillements incoercibles [suivis d'une] d'une courte période de convulsions avec perte de connaissance ». Analysant les « paralysies par suggestion », qu'il appelle également « hystéro-traumatiques », il considère qu'elles relèvent avant tout d'un « traitement psychique », dont il explique les limites à son auditoire de la Salpêtrière : 

« Dans ce cas de paralysie psychique, les paroles suffisent souvent, sans plus, pour amener tout à coup le résultat désiré. Il se peut faire […] qu'un thaumaturge dise à un malade : « Levez-vous et marchez ! » et que tout d'un coup le malade, jusque-là complètement paralysé des membres inférieurs, se lève en effet et marche. C'est l'histoire bien connue des succès du fameux zouave Jacob […]. Mais soyez prudents en pareille matière […]. N'oubliez pas que rien ne saurait rendre plus ridicule que d'annoncer avec quelque fracas un résultat qui, peut-être, ne se réalisera pas. »

Le neurologiste Hippolyte Bernheim, qui critique de nombreux aspects des théories de Charcot, le rejoint sur l'analyse des guérisons de Jacob : ce dernier fait « de la suggestion sans le savoir »,. Le journaliste Émile Massard résume en 1913 sur le mode humoristique : 

« Il est clair aujourd'hui que [Jacob] procédait par la suggestion […]. Plus instruit, il eût peut-être atteint à la réputation des Liébault et des Liégois, les maîtres de l'école de Nancy. »

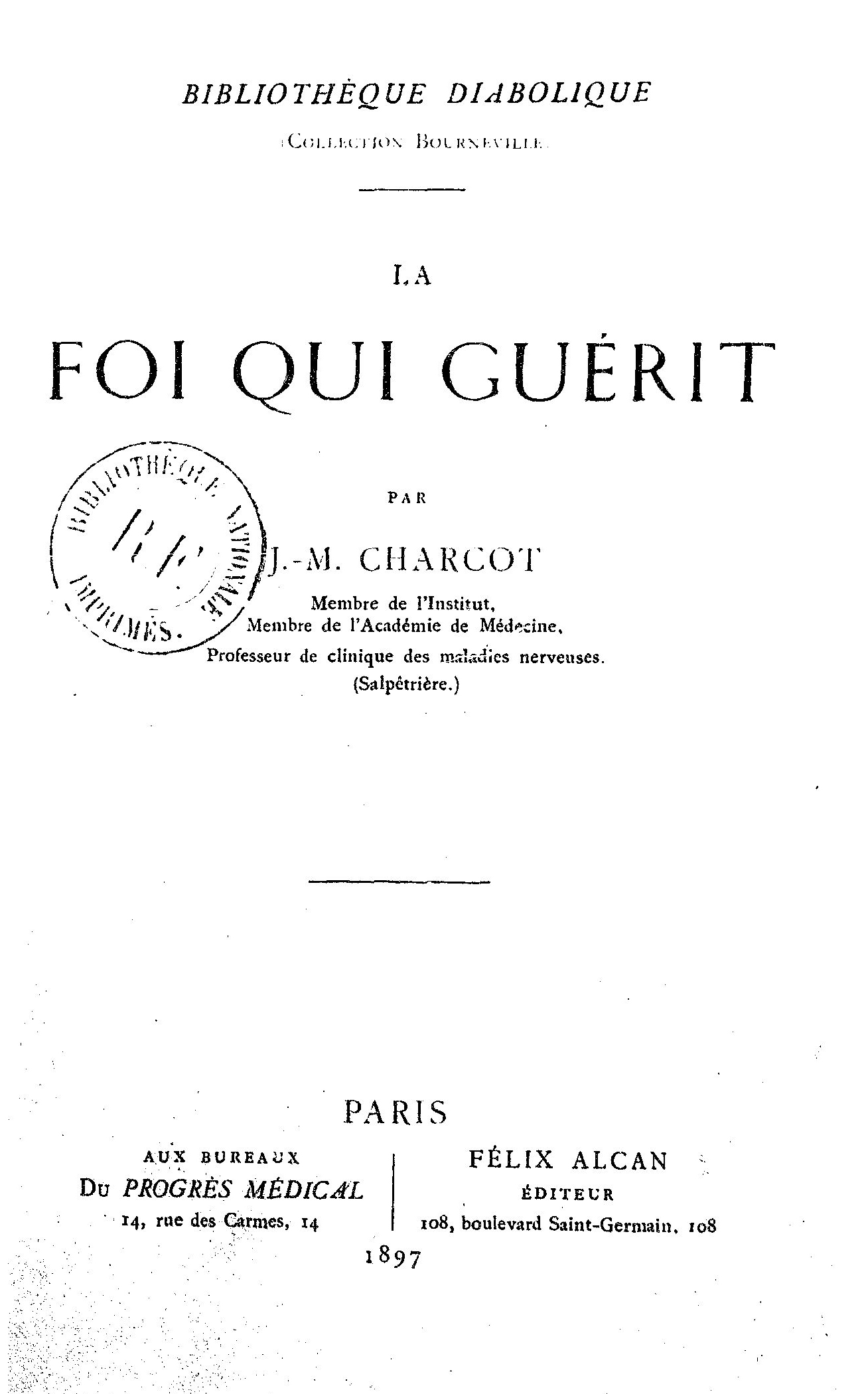
Page de titre de la réédition de 1897 dans la Bibliothèque diabolique.

Ce modèle explicatif conduit, dans le climat anticléricaliste de la Troisième République naissante, à mettre en cause plus généralement les guérisons miraculeuses, non seulement celles imputées à des guérisseurs, scrutés de manière critique quand ils ne sont pas considérés comme des charlatans, mais aussi celles relevant des apparitions mariales, ces dernières devenant l'objet d'une querelle entre médecins libres penseurs, étiquetés comme « l'École de Paris » et médecins catholiques, regroupés dans ce qu'on appelle « l'École de Lourdes ». Dans ce cadre, il est notamment question de savoir si Bernadette Soubirous est ou non hystérique et si ses guérisons sont ou non des phénomènes d'hypnotisme. Nicole Edelman relève que le docteur Boissarie, responsable du « Bureau des constatations médicales de Lourdes », soutient que Charcot examine avec soin, « avant leur départ et à leur retour, la trentaine de malades que la Salpêtrière envoie chaque année à Lourdes, [mais] n'a jamais voulu lui montrer ses comptes rendus, comme il n'a jamais voulu se rendre à Lourdes ». Dans ce contexte, Charcot publie en 1892 un article sur la guérison par la foi, où il soutient que les ulcérations, les œdèmes et les tumeurs peuvent être liés à des maladies nerveuses et guéris le rétablissement de l'influx moteur issu du cerveau, par l'autosuggestion et l'imagination active que produit un pèlerinage dans un sanctuaire,. Charcot précise : pour que la guérison par la foi trouve à s'exercer, il lui faut « des sujets spéciaux et des maladies spéciales, de celles qui sont justiciables de l’influence que l’esprit possède sur le corps ».
Dans leur étude parue en 2011, Jean-Jacques Lefrère et Patrick Berche ne sont pas loin de partager de telles analyses quand ils estiment que « pour ses miracles en chambre, Jacob procède par une sorte de psycho-hypnothérapie de groupe » et quand ils reprennent à leur compte l'opinion de Leslie Shepard en 1991 selon laquelle la guérison par persuasion autoritaire du Zouave préfigure celle proposée par le christianisme évangélique,.

### L'affaire Durvillard

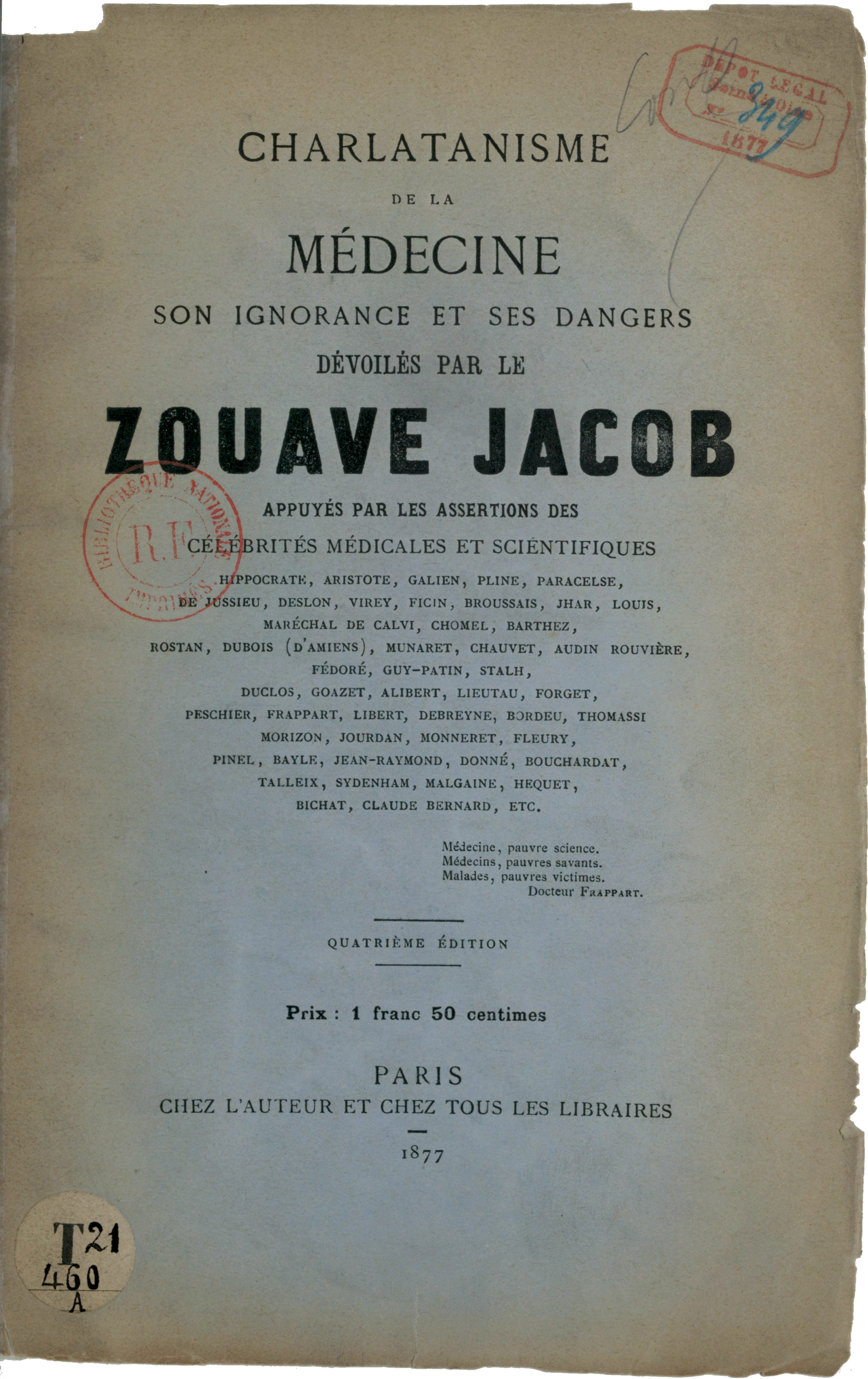
Couverture de Charlatanisme de la médecine, son ignorance et ses dangers, dévoilés par le zouave Jacob (1877).

En septembre 1883, Auguste Jacob est poursuivi pour imprudence et pour exercice illégal de la médecine,, ce dernier n'étant, comme le relève Nicole Edelman, passible que d'une amende pécuniaire jusqu'en 1892 et le monopole de la médecine laiss[ant] un immense champ libre aux activités para-médicales, dont celles des magnétiseurs et somnambules. Mme Durvillard, paysanne de Saint-Gervais-les-Bains, était venue en mai consulter le Zouave pour des douleurs au bras. Jacob l'aurait palpé et tourné violemment en arrière, au point de le faire « craquer » et « enfler subitement », une fracture de l'humérus ayant été ensuite constatée à l'hôpital Lariboisière. selon le rapport médical, cette fracture est « déterminée par une violente pesée exercée sur l'avant-bras, pendant que la partie supérieure du bras était immobilisée ».
Au procès, Jacob donne sa propre version des faits : il se serait limité à laisser sa main pendant une minute sur l'épaule de la dame, « afin de permettre au fluide d'avoir plus d'action » ou bien, selon un autre compte rendu d'audience, à l'y appuyer doucement « pour faire pénétrer le fluide avec plus de rapidité », et affirme ne lui avoir « point tordu ni tourné violemment en arrière » le bras avant de lui conseiller d'aller voir « un rebouteur ou un chirurgien ». Il précise que c'est par « le simple fluide des yeux » qu'il guérit « sans savoir de quelle maladie il s'agit », et donne son point de vue sur la médecine : « tous les médecins sont des charlatans », le président relevant à ce sujet que le Zouave recommande dans ses brochures de ne pas les consulter. Selon Francis Enne, son argumentation revient à estimer que presque tous les malades sont imaginaires et qu'il suffit « d'une bonne parole et d'un bon regard pour les remettre sur pied instantanément ». Plusieurs témoins à décharge se succèdent à la barre et les comptes rendus d'audience soulignent la dévotion au thaumaturge de cette « singulière clientèle »,, composée « de vieilles femmes confites en dévotion, qui baissent les yeux en parlant comme si elles étaient au confessionnal ; [de] paysans absolument illettrés, [de] domestiques qui ne peuvent s'exprimer, [d']employés qui croient au miracle ».
En dépit de ces soutiens, Jacob est condamné à six jours d'emprisonnement et cent francs d'amende pour blessures par imprudence, cinq francs d'amende pour exercice illégal de la médecine et cinq cents francs de dommages et intérêts envers Mme Duvillard. Le Radical note qu'à la sortie de l'audience, il est entouré par « tous ses clients fanatisés » et que « sa condamnation devient une forte réclame ». Il affirmera plus tard avoir voyagé à l'étranger à sa sortie de prison et s'être notamment rendu en Allemagne, où il aurait effectué « des guérisons miraculeuses auprès des personnages de la cour de Guillaume 1er », et en Angleterre, « invité par des dames de l'entourage de la Reine », qui lui auraient offert, à titre de remerciement, un « trombone d'honneur », en argent, fait exprès pour lui par le facteur Besson (en), avec l'inscription « offert par les dames de la cour d'Angleterre »,,. En 1884, « malgré de nouveaux témoignages », la sentence est confirmée en appel, puis en cassation,.

### La jurisprudence du Zouave

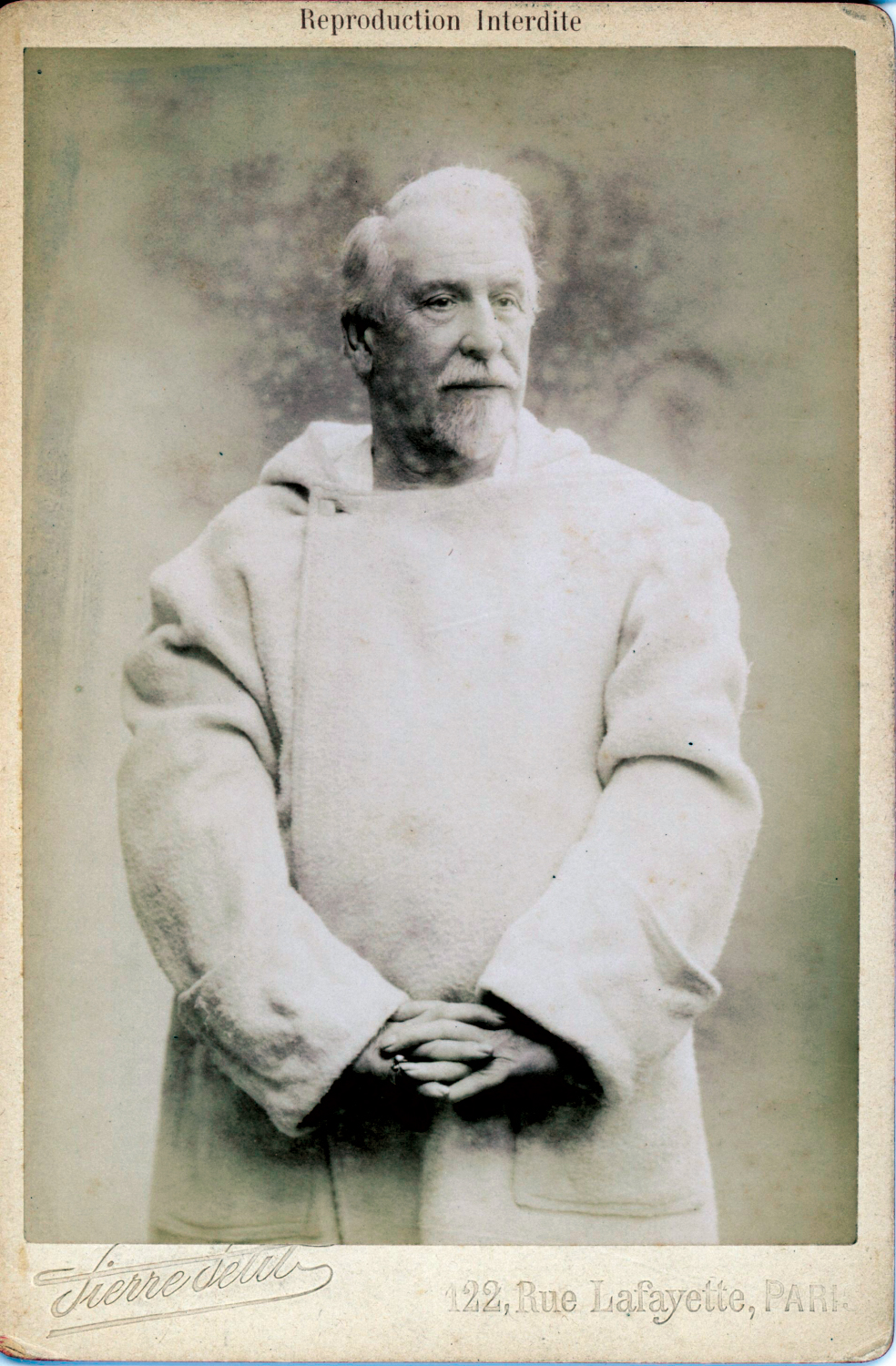
Carte cabinet vendue aux patients (1895).

À la suite de cette condamnation, Jacob poursuit discrètement son activité avenue Mac-Mahon. Il reçoit toujours une quarantaine de patients à la fois, dont il n'accepte aucun paiement, se limitant à leur vendre ses photographies et brochures « que certains paient un franc et d'autres, dix ». Au mur de sa salle de consultation, un calicot porte la mention « Iesus Christna »,. Un article du Gaulois de 1890 décrit le « bizarre » costume du thaumaturge vieillissant, que Jules Bois appellera plus tard son « uniforme théurgique », : 

« Il porte une sorte de vareuse toute blanche, descendant jusqu’aux genoux, et munie d'un capuchon comme la robe d'un moine. Ce costume […] lui donne de vagues allures de derviche. Il se tient debout, les mains presque toujours jointes comme pour prier. »

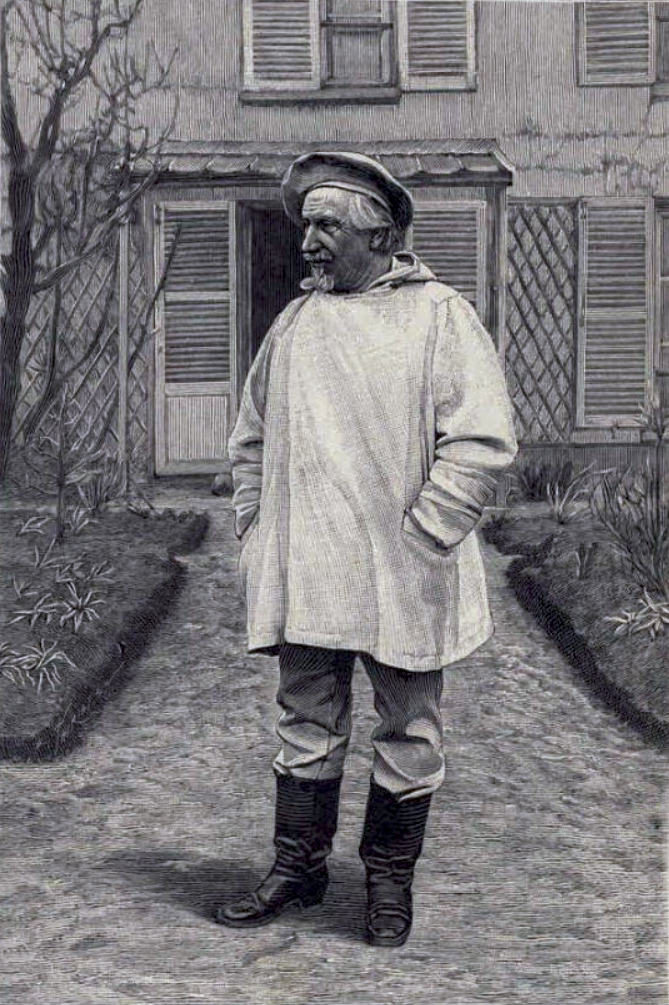
Jacob en 1897 dans L'Illustration.

Cinq ans plus tard, un journaliste du XIXe siècle, qui l'interviewe à la suite d'une condamnation pour outrage à la pudeur (le Zouave avait été vu uriner dans son jardin de la rue de Ménilmontant), dresse de lui un portrait assez semblable : « Il est vêtu d'un béret blanc fièrement campé sur la tête, d'une vareuse blanche, d'un pantalon gris et… de souliers vernis. » Jacob explique au journaliste avoir « étudié Allan-Kardec » et s'être ultérieurement « aperçu par hasard » qu'il disposait d'un fluide guérisseur. Il ajoute, en guise d'explication : « Je crois qu'il y a dans les cieux quelques astres qui envoient sur la terre, comme le soleil y envoie sa chaleur, un fluide guérisseur que certains individus seulement sont aptes à recevoir ou emmagasiner. » Le journaliste décrit ensuite le « curieux spectacle » de la séance de dispensation de fluide à laquelle assistent également « cinq hommes et trente-cinq femmes », « tête baissée et yeux clos », dans des attitudes « béates et écrasées de dévotes à l'église », certaines des femmes tenant « sur leurs genoux des chemises, des gilets de flanelle, des bas, des mouchoirs qu'elles étendent, tournent et retournent afin que le fluide qu'exhale de toute sa personne le zouave guérisseur les pénètre ». Outre ces séances collectives, le Zouave organise des « fêtes théurgiques », où une assemblée « rayonnante de joie » de près de trois cents personnes se joint à Jacob pour évoquer les « esprits guérisseurs » par des chants avec accompagnement d'orgue et de piano.
Il n'en reste pas moins que Jacob fait peu parler de lui dans les journaux et qu'il en défraye principalement la chronique judiciaire, toujours attentive à ses démêlés avec la justice, si petits soient-ils. Ses condamnations à une amende, en 1887 puis en 1891, après que sa chienne a mordu des passants, lui valent immanquablement des articles,, relatant, par exemple en 1887 un incident d'audience, rappelé en 1891 : après que le président avait évoqué la précédente condamnation pour exercice illégal de la médecine, Jacob avait protesté qu'il n'exerçait que « l'influence du regard dans les yeux », s'attirant cette remarque : « En ce cas, vous auriez bien dû regarder votre chien dans les yeux pour l'empêcher de mordre le monde,,. »

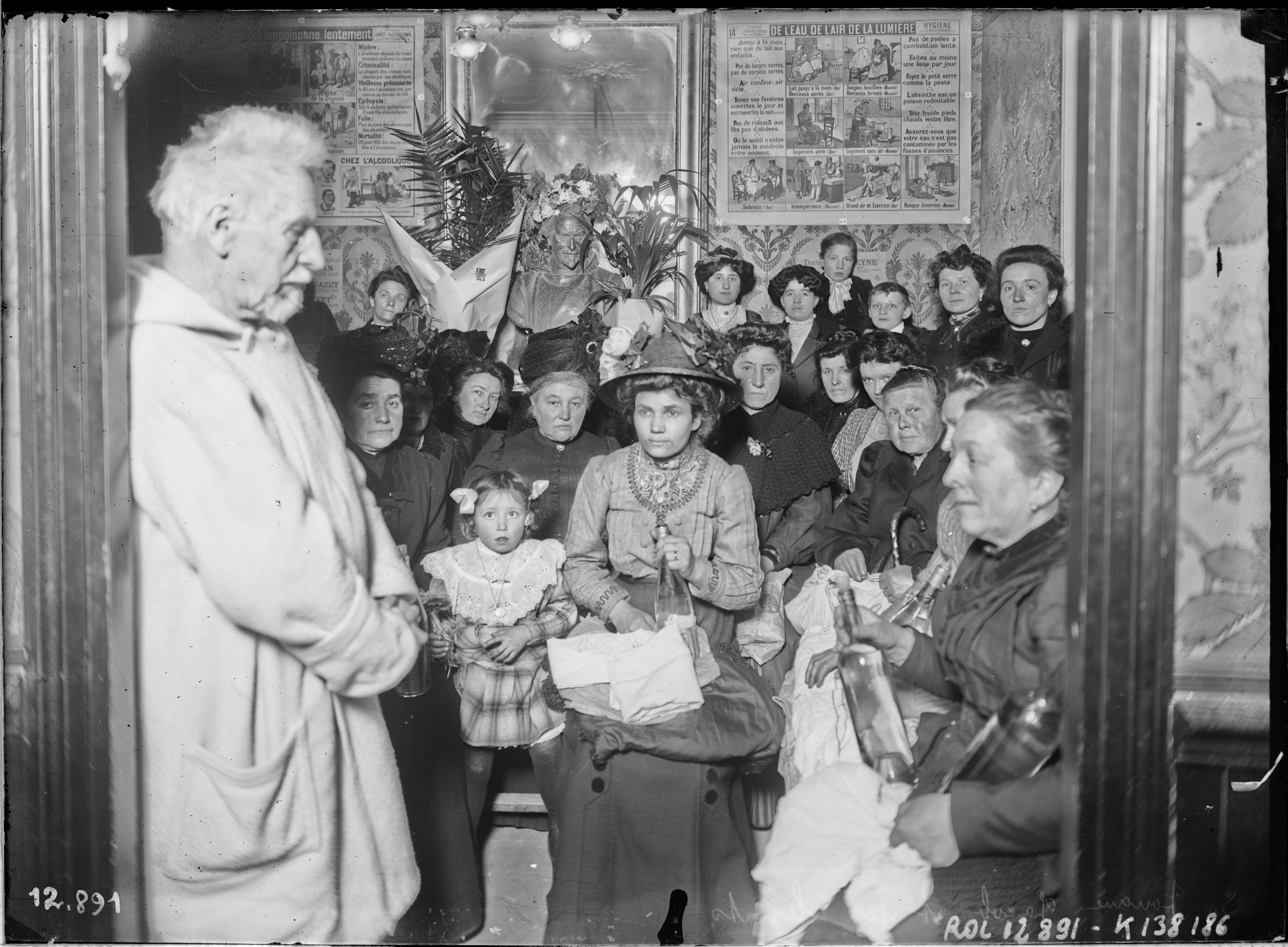
Clientes apportant au Zouave des linges et des bouteilles pour qu'il les imprègne de son fluide, ainsi que des fleurs pour ses 83 ans. Au mur, des affiches hygiénistes.

En 1891 et 1892, Jacob fait l'objet de deux nouvelles poursuites pour exercice illégal de la médecine,,. En janvier 1893, il est jugé une quatrième fois pour un tel exercice, devenu un délit depuis la loi du 30 novembre 1892. Pour se défendre, il attribue ses guérisons à l'hypnotisme, si expressément exclu du champ d'application de cette nouvelle loi, que le ministère public se demande si elle lui est applicable. Les juges tranchent :

« Si le législateur n'a pas voulu réserver aux médecins les expériences de magnétisme et d'hypnotisme, c'est à la condition que les profanes resteraient dans le domaine des expériences purement scientifiques et n'entreraient pas dans celui de la médecine proprement dite, c'est-à-dire ne se serviraient pas du magnétisme et de l'hypnotisme pour exercer la profession de guérir. »

L'exception est donc rejetée et le Zouave, condamné à une nouvelle amende,,. Jacob ayant fait appel, arguant que la nouvelle loi exigeait un traitement et qu'il n'en appliquait pas, le jugement est confirmé au motif que « le sens du mot traitement est général [et] ne saurait être arbitrairement restreint ».

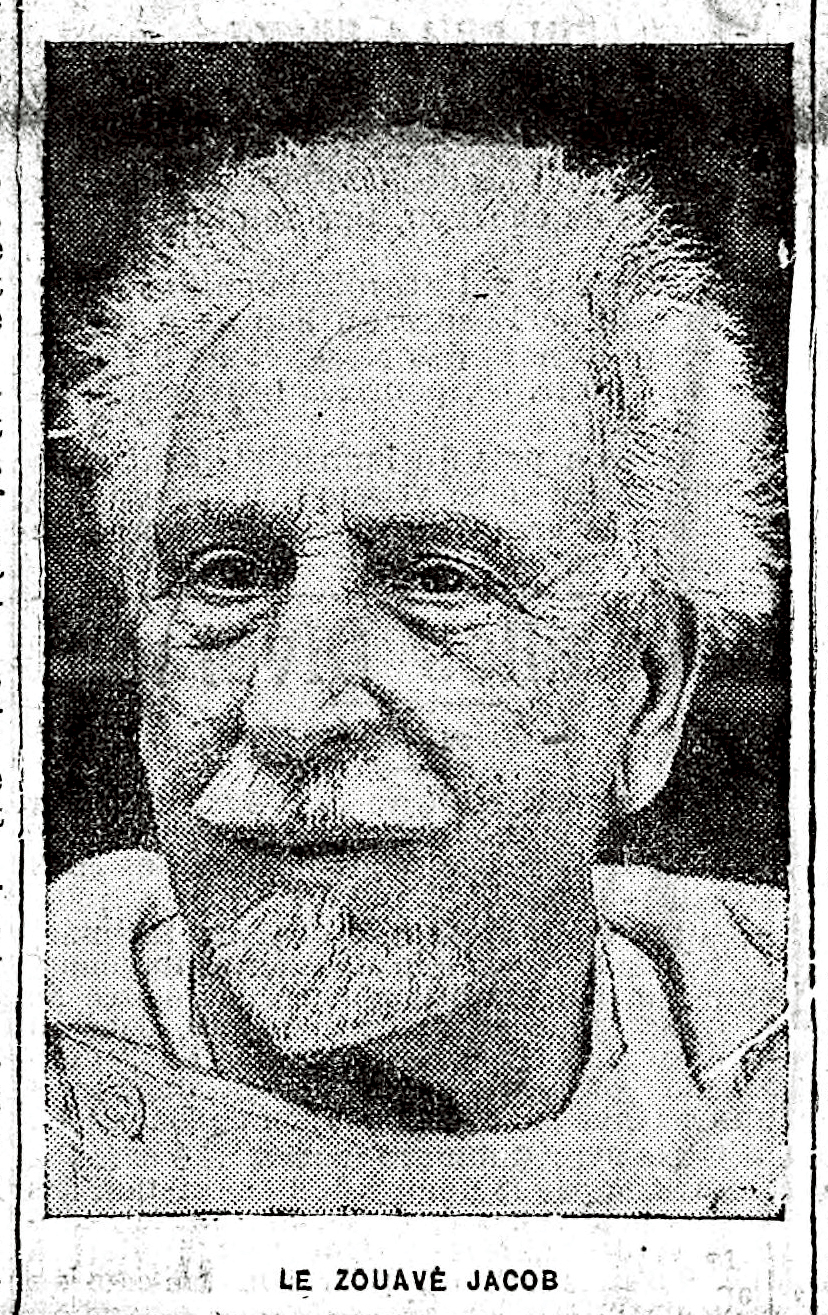
Jacob en 1909.

En 1909, il est à nouveau poursuivi pour exercice illégal de la médecine. Devant les juges, l'inculpé proteste qu'il « ne fai[t] pas de magnétisme » et qu'il est « médium guérisseur, assisté des esprits ». Son avocat argue du souhait qu'aurait exprimé en 1867 Napoléon III, que Jacob ne fût jamais poursuivi, après une intervention « décisive » de ce dernier auprès du prince impérial, fort souffrant,. Parmi les témoins à décharge du Zouave figure un commissaire de police de son quartier « dont il avait guéri la fille et qui vint en faire la déclaration formelle ». Le tribunal conclut : 

« [L]'action de Jacob, qui n'interroge pas ses clients, qui ne leur ordonne aucun remède ou médicament et ne leur fait aucune prescription, ne peut être considérée que comme une invocation mentale à des esprits dont il se vante de pouvoir provoquer l'intervention [et] il est impossible de confondre cet acte avec un traitement médical,. »

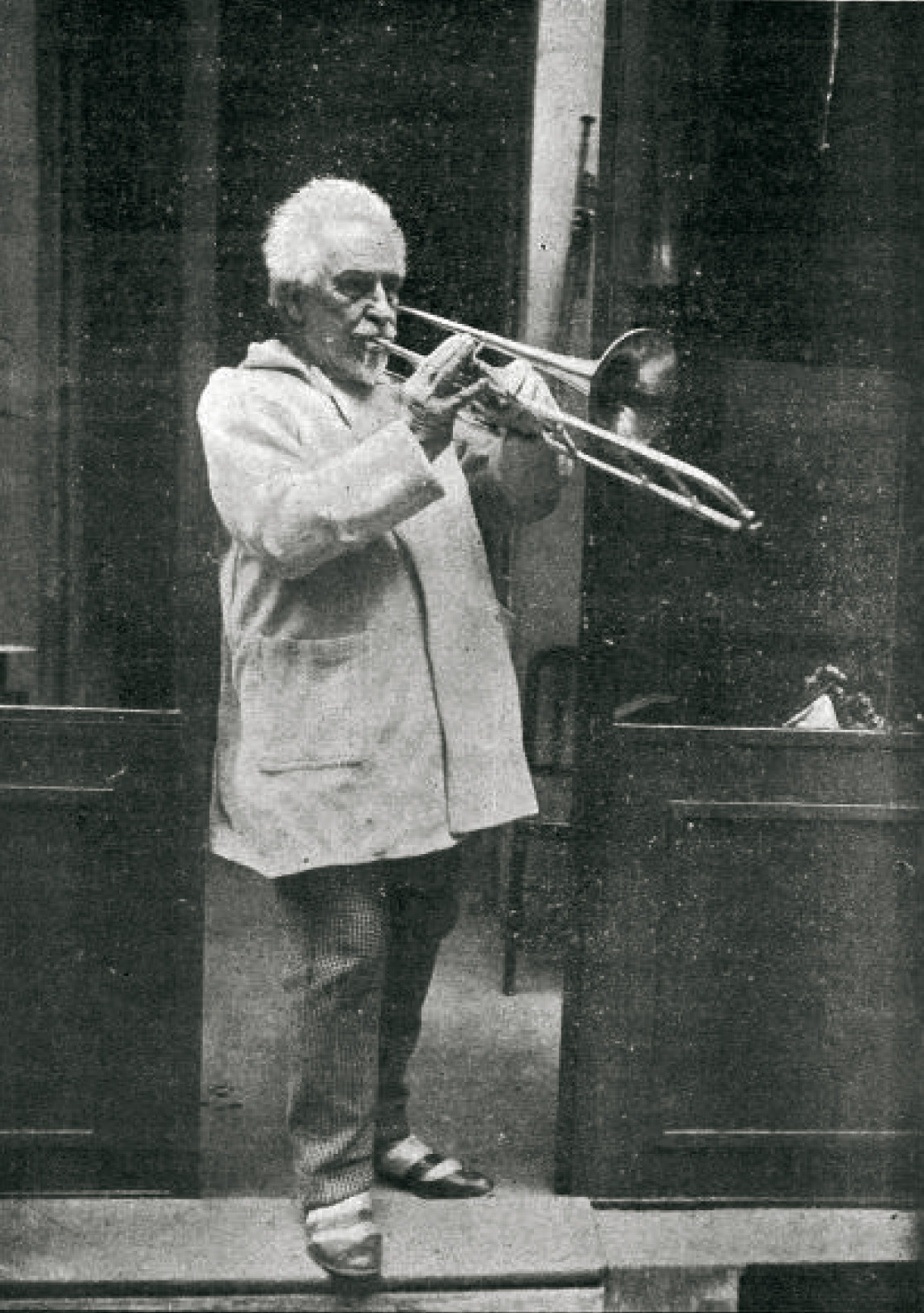
Suggestion et musicothérapie mêlées, résume La Chronique médicale en 1913. La même année, un article du British Medical Journal explique que le trombone est l'agent thérapeutique dont se sert le Zouave pour soigner les malades.

Si les professionnels de la santé s'étonnent de la clémence du verdict, Jean Lecoq titre « Bien jugé » un éditorial en première page du Petit Journal où il demande « qu'on laisse donc en paix ces bons vieux thaumaturges populaires qui, ne faisant de tort à personne, font du bien à quelques-uns ». Mais le parquet ayant fait appel de cette décision, l'affaire est rejugée et le Zouave, est cette fois-ci condamné à cent francs d'amende et deux cents francs de dommages et intérêts envers le Syndicats des médecins de la Seine, aux motifs 

« Que l'exercice illégal de la médecine consiste dans le fait, par une personne non munie d'un diplôme de docteur en médecine, de prendre part habituellement ou par une direction suivie au traitement des maladies, sauf le cas d'urgence avérée ; que le sens du mot traitement est général et doit s'entendre de tout acte tendant à la guérison ou à l'atténuation d'un état de malaise ou de maladie ; qu'ainsi entendu, tout traitement ne suppose pas nécessairement la prescription d'un régime ou d'un remède ; qu'il ne suppose pas davantage la connaissance par le prétendu guérisseur de la maladie traitée,. »

Xavier Pelletier, dans L'Intransigeant, donne à cet arrêt les « palmes du martyre » et Jean Lecoq, dans Le Petit Journal, s'indigne : « Dans une condamnation comme celle que l'on vient de lui infliger, il y a un peu plus que de l'odieux ; il y a du ridicule. »
Jacob se pourvoit en cassation, son avocat plaidant notamment que la guérison est effectuée par le fluide immatériel communiqué par les esprits, que le Zouave se borne à transmettre. Son pourvoi est rejeté en avril 1911 par un arrêt déclarant « qu'est considéré comme traitement tout acte ou conseil tendant à la guérison ou à l'amélioration d'un état de maladie »,.

## La fin du Zouave

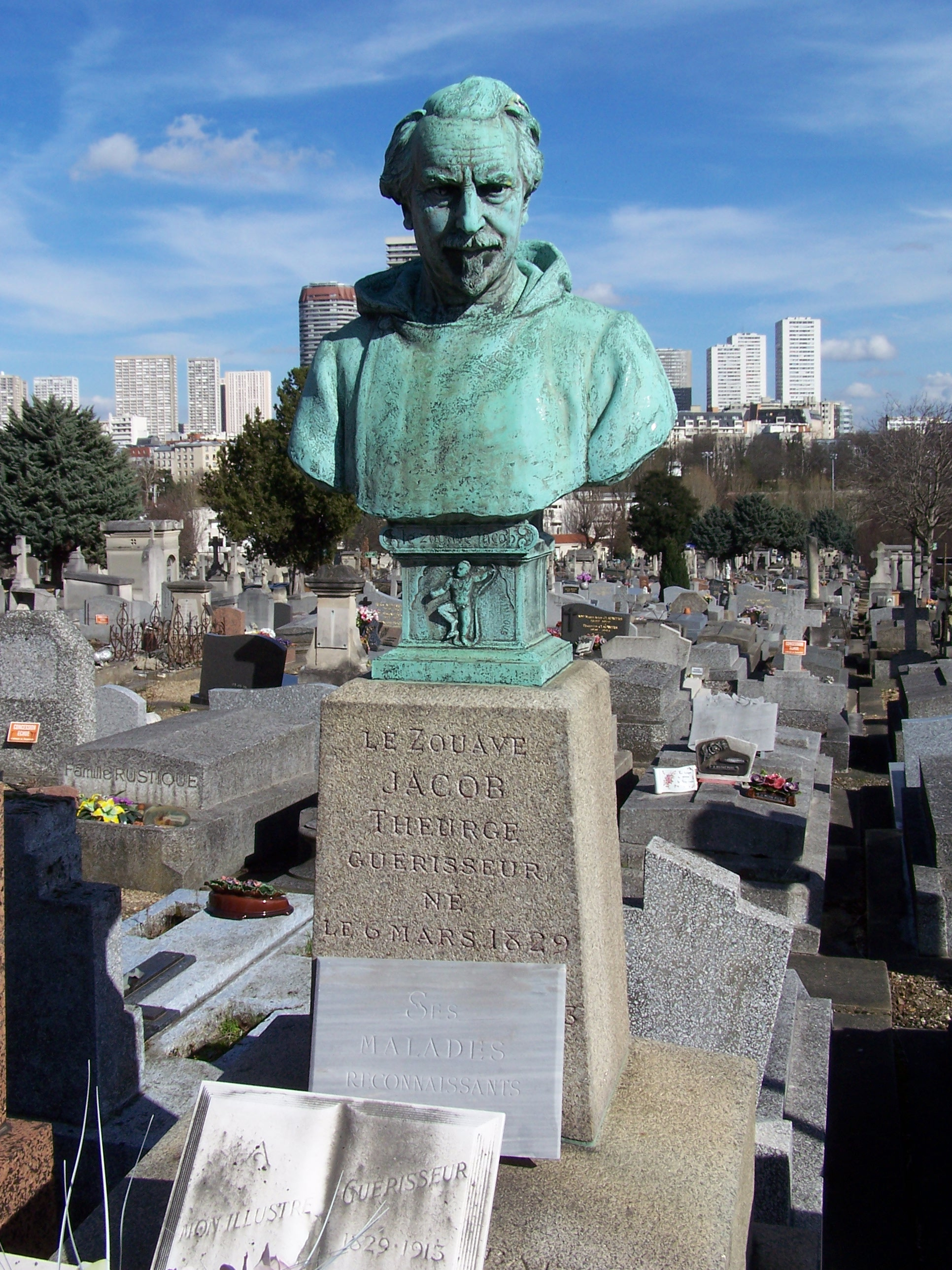
Tombe du zouave Jacob au cimetière de Gentilly.

Les dernières années du Zouave s'écoulent dans le quartier des Batignolles, où il jouit d'une « grande popularité ». René Schwaeblé, qui lui rend visite à l'époque, le trouve « robuste et souriant, sage et moqueur, farouche et subtil » ; il note que « ses malades […] l'embrassent avec tendresse ». Jacob vit de manière retirée, « monotone et d'ailleurs tranquille », jouissant d'une bonne santé qui atteste de « l'excellence de sa méthode » : végétarien endurci, il considère la viande comme un « abominable fléau » et ne mange que des légumes, des fruits, des œufs et du fromage de gruyère, arrosés d'un vin rouge qu'il va chercher tous les jours, litre à litre, dans un bistro voisin.
Il meurt à l'automne 1913, à son domicile de la rue Lemercier à Paris,, laissant ouvertes les questions de savoir qui, de Bernadette Soubirous ou du Zouave, aura obtenu plus de guérisons miraculeuses, si ce dernier pratiquait une « sorte d'apostolat spirite » ou s'il n'était qu'un « fascinateur naïf », « bizarre » et « plutôt ridicule », qui croyait à la « coopération des esprits » ; s'il avait « la ferme croyance d'être réellement pourvu d'un pouvoir surnaturel agissant sur la physiologie et l'organisme de ses semblables », ou s'il était « tout bonnement un malin », un « charlatan usant et abusant de la crédulité  publique ». Les notices nécrologiques mettent souvent l'accent sur son utilisation thérapeutique du trombone, tel Paris médical qui rapporte: « Il regardait fixement le malade et jouait un air de trombone. Le malade se levait. »
Inhumé au cimetière de Saint Ouen, son cercueil est ensuite exhumé et transporté à celui de Gentilly, où sa sœur lui fait construire un caveau particulier,. Il est orné d'une stèle, portant la mention « Iesus Christna, Rédempteur des Indous », surmontée d'un buste en bronze du Zouave réalisé en 1892 par Athanase Fossé,.

## Publications

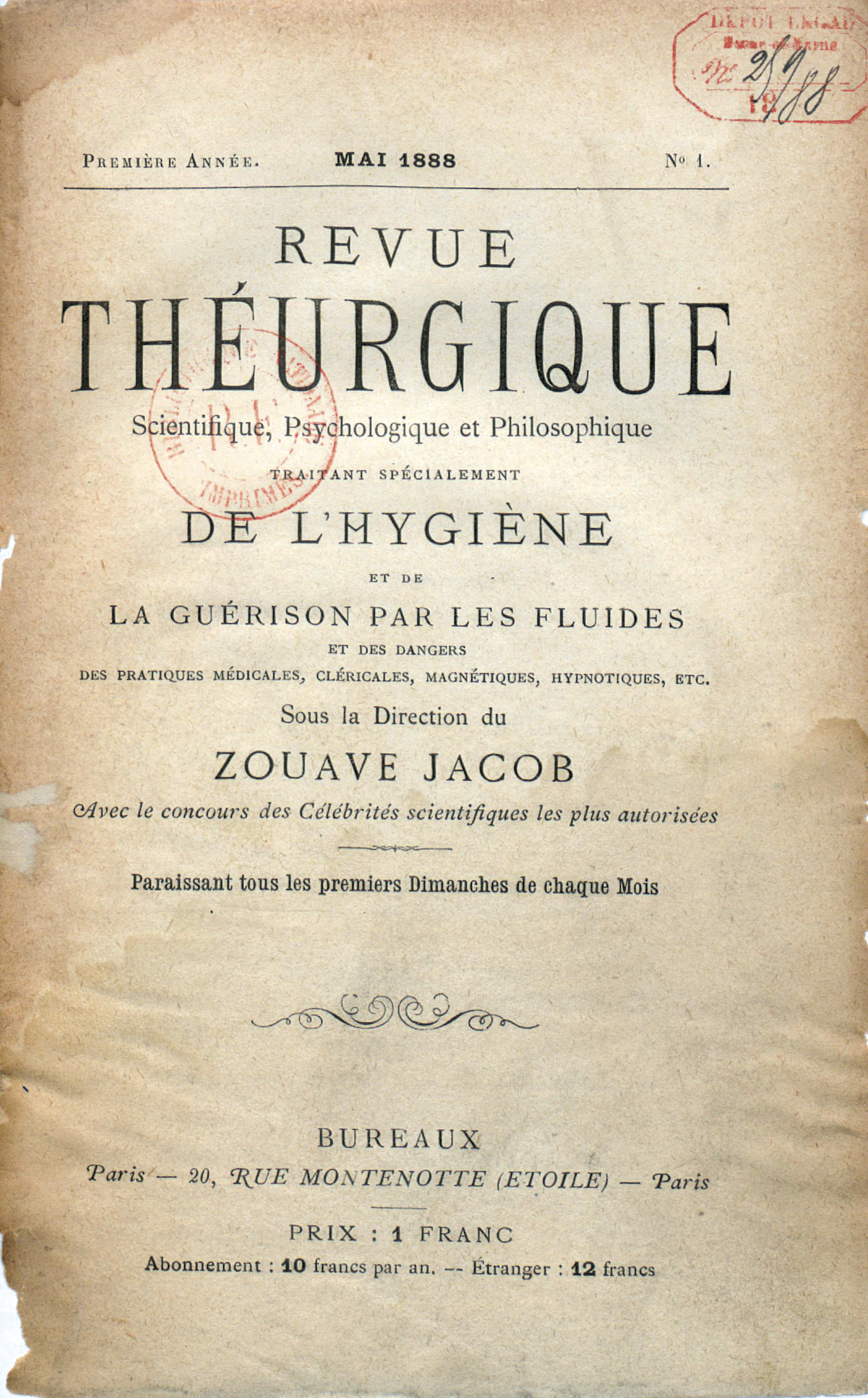
Revue théurgique, couverture du premier numéro (1888). René Guénon souligne la longueur inusitée du titre.

À son procès de 1883, rituellement interrogé par le président sur sa profession, Jacob répond qu'il est « homme de lettres », expliquant sa « fortune » par le produit de la vente aux patients de ses ouvrages. Les trois principaux ouvrages qu'il a publiés, L'Hygiène naturelle par le zouave Jacob, Poisons et contre-poisons, dévoilés par le zouave Jacob et Charlatanisme de la médecine, son ignorance et ses dangers, dévoilés par le zouave Jacob en sont respectivement à la douzième, la onzième et la onzième édition. La réalité de son statut d'écrivain est toutefois mise en doute par Pierre Larousse, qui précise : « on lui doit quelques ouvrages, ou du moins quelques ouvrages ont paru sous son
nom » ; par Guillaume Cuchet, selon lequel il sait « tout juste lire et écrire » ; ainsi que par Jean-Jacques Lefrère et Patrick Berche, pour lesquels il « est presque illettré, mais il sait trouver des plumes dévouées ».
Ouvrages
- Les Pensées du zouave Jacob, précédées de sa prière et de la manière de guérir soi-même ceux qui souffrent, Paris, Repos, 1868, III-216 p., in-18 (BNF 30638876, lire en ligne)[2].
- L'Hygiène naturelle par le zouave Jacob ou L'art de conserver sa santé et de se guérir soi-même, Paris, chez l'auteur, 1868, 191 p., in-18 (BNF 30638875, lire en ligne).
- Poisons et contre-poisons, dévoilés par le zouave Jacob, Paris, s. e., 1871, 30 p., in-16 (BNF 30638878, lire en ligne)[N 17].
- Charlatanisme de la médecine, son ignorance et ses dangers, dévoilés par le zouave Jacob, appuyés par les assertions des célébrités médicales et scientifiques, Paris, chez l'auteur, 1877, 84 p., in-8 (BNF 30638871, lire en ligne).
- Conférences sur les erreurs et les dangers des enseignements et pratiques des sectes sacerdotales, médicales, magnétiques et hypnotiques… d'après les témoignages écrits des plus grandes célébrités, Paris, chez l'auteur, 1887, 146 p., 25 cm (BNF 35684207, lire en ligne).
- Théurgie et théurges, Paris, chez l'auteur, 1887, 36 p., in-8 (BNF 30638880).
- Procès du zouave Jacob : charlatanisme, ignorance, impuissance et agonie des corporations médicales : publiés par le zouave Jacob, Paris, Bureau de la Revue théurgique, 1891, 18 p., 24 cm (BNF 30638879)[N 18].
- Almanach théurgique du zouave Jacob, théurge guérisseur, Paris, chez l'auteur, 1906, 102 p., in-8 (BNF 30638870, lire en ligne)[290].

Périodiques
- L'Anti-miracle, journal bimensuel, Paris, 1884, in fol (BNF 31183428).
- Revue théurgique : scientifique, psychologique et philosophique : traitant spécialement de l'hygiène et de la guérison par les fluides et des dangers des pratiques médicales, cléricales, magnétiques, hypnotiques, etc. : sous la direction du Zouave Jacob, journal mensuel, 1888-1893, no  (BNF 32861606, lire en ligne)[N 14].
- Le Réformateur, journal bimensuel, Asnières, 1892, in fol (BNF 32849970).

## Postérité
| Gravure. · Gros plan du culot. · Gravure de pipe |

Vingt-cinq après la mort du Zouave, en 1938, Le Journal relève que sa tombe réunit encore des admirateurs fidèles. Dans un ouvrage publié en 2008, Anne-Marie Minvielle note, à propos du tombeau du cimetière de Gentilly, que le Zouave « attire encore des malades sur son tombeau, comme en témoignent de récentes plaques de remerciements. Nombreux sont les fidèles qui, durant leur méditation, viennent toucher le buste de Jacob, ce qui explique son aspect patiné du côté du cœur ». Vincent Delanglade estime en 1985 que cette dévotion témoigne d'une « efficacité encore actuelle » ; Lefrère et Berche considèrent en 2011 que Jacob « fait l'objet d'un culte discret : sa tombe est toujours ornée de fleurs » ; Bertrand Beyern note en 2012 qu'elle ne reste jamais longtemps « vierge de bougies » ; et Michel Dansel en conclut, en 2017, qu'elle est la plus visitée du cimetière de Gentilly.
Quelques œuvres contemporaines lui font référence :
- Le zouave Jacob est un personnage de trois romans de Feldrik Rivat, La 25e Heure (2015)[301] Le Chrysanthème noir (2016)[302] et Paris-Capitale (2017)[303],[304],[305].
- Il est également un personnage de La Canine impériale de Pierre Charmoz et Studio Lou Petitou[306].
- Rendant hommage au goût du Zouave pour le trombone, les musiciens de jazz Gianni Gebbia (alto saxophone), Mauro Gargano (contrebasse) et Dario De Filippo (percussions) donnent son nom à un CD publié en 2013[307].